# Età contemporanea
L'Età contemporanea è una delle età storiche della periodizzazione tradizionale della storia dell'umanità. Inizia con la Rivoluzione francese (1789) e la Rivoluzione industriale giungendo fino al presente. L'affievolirsi degli ideali rivoluzionari e la sconfitta di Napoleone portarono l'Europa a una nuova fase, detta della Restaurazione, che ebbe inizio con il Congresso di Vienna del 1815, in cui i vincitori delle guerre napoleoniche delinearono un riassetto dell'Europa in nome dei vecchi principi. Tuttavia, già a partire dagli anni '20 ebbe inizio una serie di moti che rivendicavano la democrazia politica, in cui si intrecciavano indipendenza nazionale e istanze sociali. Il culmine si ebbe con le rivoluzioni del 1848, che, in Francia, portarono all'istituzione della seconda repubblica e che, in Italia, coincisero con la prima guerra d'indipendenza contro l'Impero austriaco. Analoghi moti per l’indipendenza si verificarono in America Latina dove si distinsero José de San Martín e Simón Bolívar. Il 1848 fu anche la data della pubblicazione del Manifesto del Partito comunista di Karl Marx e Friederich Engels.
I moti del '48, tuttavia, ebbero uno scarso successo tanto che a partire dagli anni '50 si assistette in Europa ad un sostanziale incremento delle autorità centrali degli Stati. In Francia, grazie ad un colpo di Stato, prese il potere Napoleone III che dette vita al Secondo impero francese di ispirazione bonapartista. Il trono dell'Impero austriaco passò a Francesco Giuseppe I che ripristinò il modello assolutistico, cancellando la costituzione da poco concessa; la sua sconfitta nella guerra contro la Prussia lo costrinse ad un compromesso con l'Ungheria, da cui conseguì l'Impero austro-ungarico. Lo spiccato militarismo e la forza industriale della Prussia di Bismarck gli permisero di sconfiggere la Francia nel 1870 e dare vita all'Impero tedesco. Nel mentre, l'Italia portò a termine la propria unità nazionale con l'annessione del Veneto del 1866 e la presa di Roma del 1870. Fuori dal continente, l'Inghilterra continuò a perseverare nella propria politica liberale e coloniale, forte della sua florida economia, in quella che è conosciuta come l'età vittoriana. Tra le potenze mondiali, la Russia rimaneva ancora quella più arretrata nonostante alcuni tentativi attuati dallo zar Alessandro II. Dall'altra parte dell'Atlantico, gli Stati Uniti, terminata una sanguinosa guerra di secessione, videro un rapidissimo sviluppo industriale e demografico, grazie anche ad un'incessante immigrazione, affermandosi come una delle maggiori potenze. L'avvio dei commerci con gli Stati Uniti permise al Giappone di uscire dal suo secolare isolazionismo per intraprendere un velocissimo rinnovamento.
Tra la fine del XIX e l'inizio del XX secolo, una seconda rivoluzione industriale cambiò profondamente la vita della popolazione grazie ad invenzioni quali l'automobile, il telefono, il cinematografo, la lampadina e il miglioramento dei processi industriali nella chimica e nella produzione dell'acciaio e dell'alluminio. Tali progressi causarono una drastica caduta dei prezzi che provocò una lunga recessione. Le latenti tensioni tra le varie potenze portarono, nel 1914, allo scoppio della prima guerra mondiale che si concluse dopo quattro anni e oltre nove milioni di morti. Durante gli eventi bellici, l'impero zarista russo cadde a seguito di una rivoluzione che instaurò il primo Stato socialista al mondo, guidato da Lenin. La grande depressione degli anni '30 e gli strascichi del primo conflitto mondiale furono concause che favorirono l'avvento in Europa di alcuni regimi totalitaristici, come quello fascista in Italia, quello franchista in Spagna e quello nazista in Germania. Fu proprio a causa di quest'ultimo, responsabile anche dell'Olocausto di diversi gruppi ritenute inferiori dalla Germania nazista, nel 1939 il mondo precipitò nella seconda guerra mondiale.
Conclusosi nel 1945, dal conflitto emersero due potenze di distinta ideologia, gli Stati Uniti e l'Unione Sovietica, che si contrapposero in quella che è conosciuta come "guerra fredda". Uno dei campi in cui esse si affrontarono fu la corsa allo spazio, vinta dagli statunitensi che riuscirono a far atterrare sulla Luna la missione Apollo 11 il 20 luglio 1969. Il confronto bipolare giunse al termine a seguito di un cambio di politica del leader sovietico Michail Gorbačëv, che portò, nel 1991, alla dissoluzione dell'Unione Sovietica. Nel 1992 venne formalmente istituita l'Unione europea. Sul piano sociale, i decenni tra la fine del XX e l'inizio del successivo furono contrassegnati dalla globalizzazione e da un rapidissimo sviluppo tecnologico accompagnato dalla diffusione di internet. Gli attentati dell'11 settembre portarono il mondo ad affrontare nuovi conflitti. La crisi dei subprime, scoppiata nel 2006, portò l'economia mondiale a subire una grande recessione che si protrasse fino al 2013. Alla fine del 2019 in Cina vennero registrati i primi casi di infezione di COVID-19, da cui poi scaturì una pandemia i cui effetti travalicarono quelli sanitari per estendersi anche nell'economia e nella società. L'invasione russa dell'Ucraina del 2022 ha provocato la maggiore crisi per l'accoglienza di rifugiati in Europa dopo la fine della seconda guerra mondiale. nel 2023 inizia la guerra tra Israele e il gruppo terroristico palestinese hamas in seguito al Attacco di Hamas a Israele del 2023, la guerra provoca tanti morti soprattutto tra i civili palestinesi, si verificano proteste in tutto il mondo sia a favore del popolo palestinese che degli ostaggi Israeliani. 

## Periodizzazione
Alcune interpretazioni ne segnano l'inizio con la Rivoluzione francese (1789 — nascita del primo Stato nazionale borghese contemporaneo) o con la Rivoluzione industriale o con il Congresso di Vienna (1815 — riassetto dell'ordine europeo in seguito alla sconfitta di Napoleone). Altre teorie ancora datano l'inizio della storia contemporanea con il 1918 (fine della prima guerra mondiale) o con il 1945 (fine della seconda guerra mondiale); vi sono coloro poi che parlano del 1870, anno della presa di Roma e soprattutto della battaglia di Sedan, che avrebbe poi condotto alla nascita del Secondo Reich tedesco.
Le teorie sono molteplici e il dibattito storiografico sulla periodizzazione dell'Età contemporanea è ancora vivamente aperto; la datazione canonica è comunque quella che parte dalla Rivoluzione francese. Benedetto Croce riferendosi proprio alla periodizzazione della storia contemporanea disse: «ogni storia è storia contemporanea», in quanto lo storiografo che scrive vive nel mondo attuale così come anche il pubblico cui lo storiografo si rivolge.

### La Rivoluzione francese e Napoleone Bonaparte

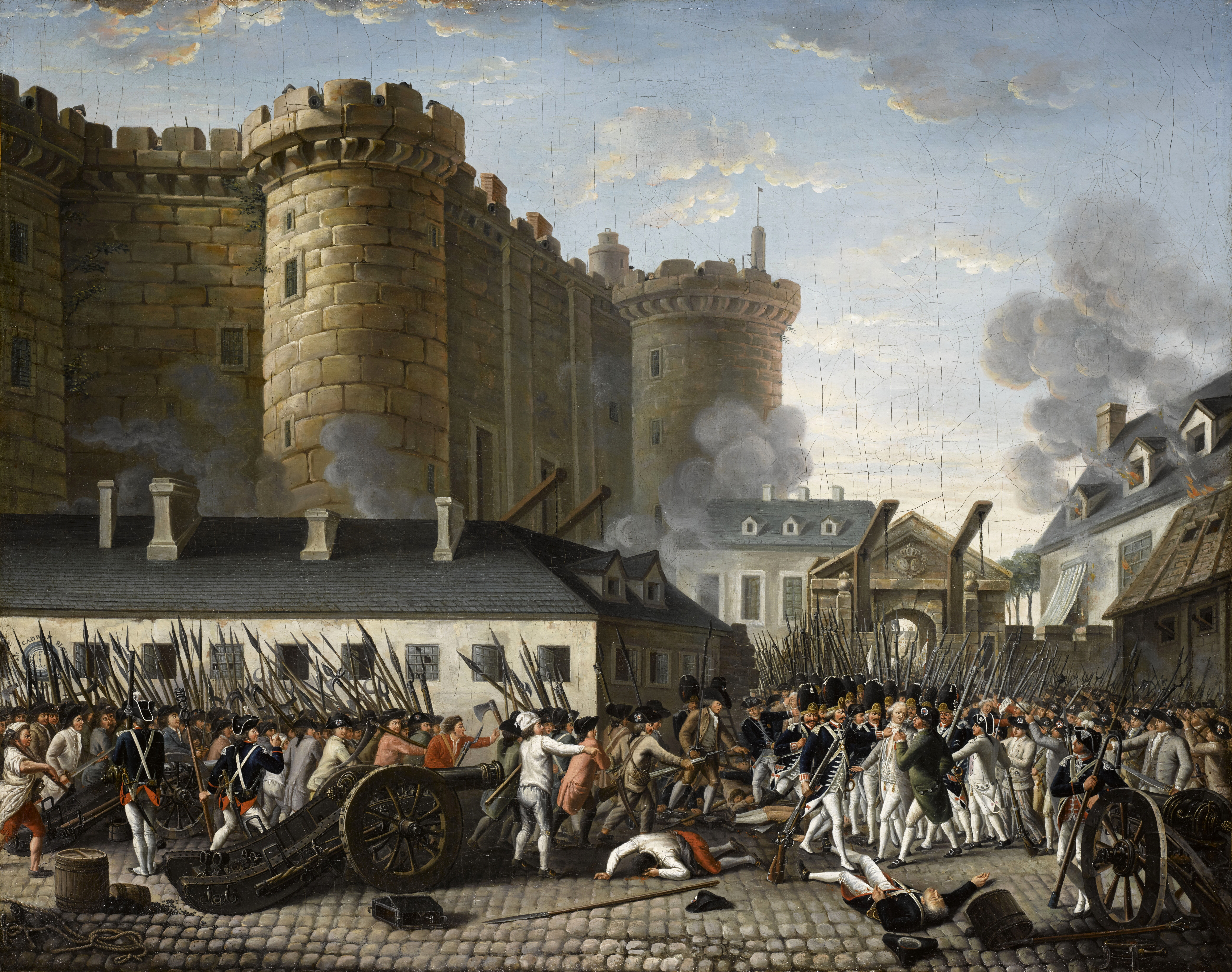
La presa della Bastiglia

Per la Francia il XVIII secolo fu un periodo fecondo dal punto di vista culturale, ma assai difficile sul lato economico e politico. Già con la morte di Luigi XIV il potere della monarchia si era incrinato e per risolvere il grave deficit che affliggeva lo Stato Luigi XVI fu costretto a convocare nel 1789, dopo fallimentari tentativi di riforma economica, gli Stati generali, cosa che non accadeva dal 1614. Tuttavia, il terzo stato, non sentendosi sufficientemente rappresentato nell'assemblea dove gli interessi convergenti del clero e della nobiltà facevano da padrone, si autoproclamò "Assemblea nazionale". Con il successivo giuramento della Pallacorda si dette vita, il 9 luglio 1789, all'assemblea nazionale costituente; da questi eventi originò un grande movimento rivoluzionario, il cui primo atto simbolico fu la presa della Bastiglia del 14 luglio da parte del popolo parigino insorto a difesa dell'Assemblea.

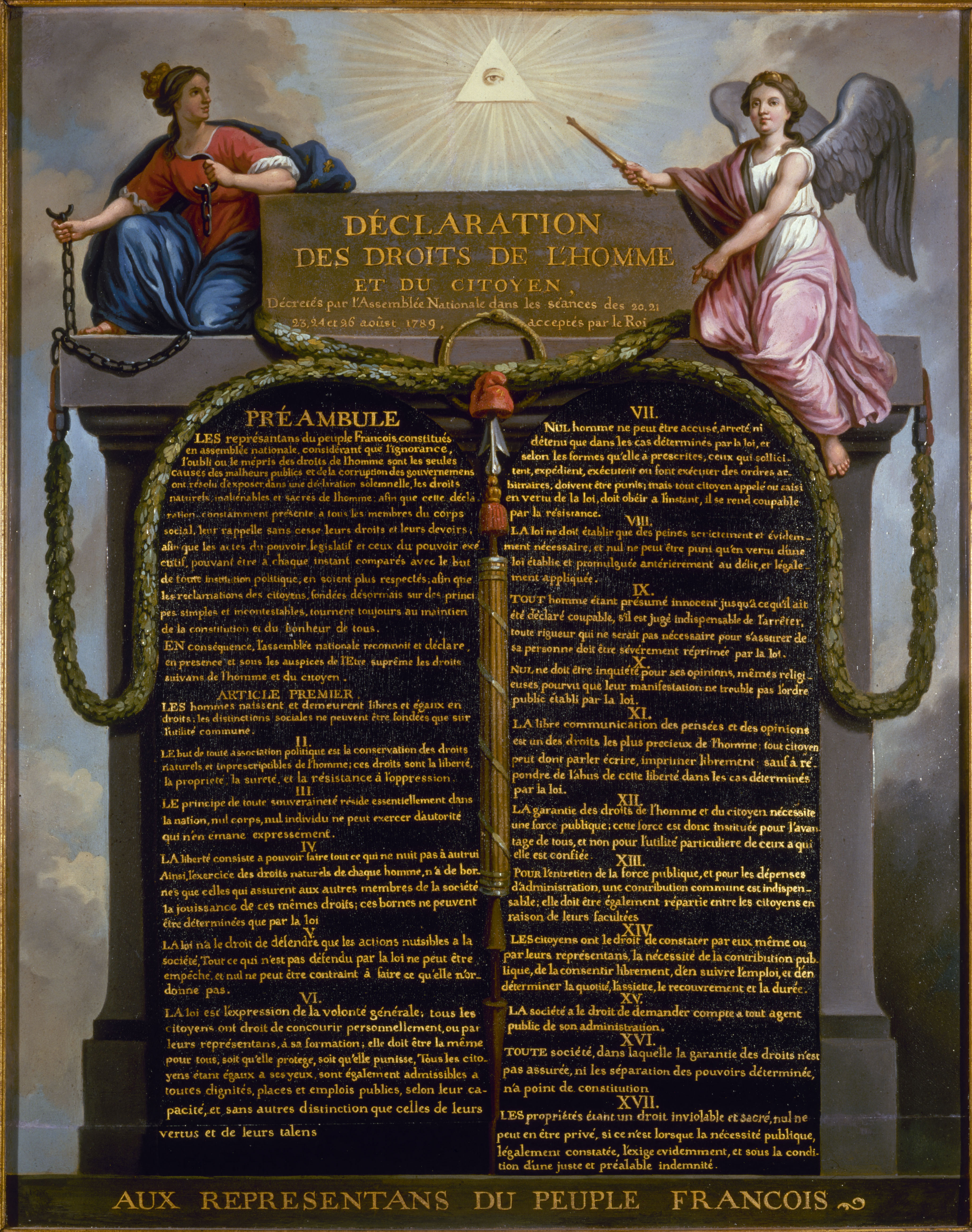
La dichiarazione dei diritti dell'uomo e del cittadino

Nei giorni successivi l'assemblea deliberò una serie di decreti con cui iniziò a disgregare il sistema di Ancien Régime mentre nelle campagne venivano assaltate le dimore della nobiltà. Nella notte del 4 agosto venne abolito il feudalesimo e poco dopo soppressi qualsiasi privilegio giuridico e fiscale. Il 26 agosto venne approvata la dichiarazione dei diritti dell'uomo e del cittadino, redatta sulla base degli ideali illuministici e giusnaturalistici. Nei due anni successivo tra il 6% e il 10% dei beni ecclesiastici e nobiliari vennero confiscati dallo Stato mentre gli ordini religiosi non impegnati nell'assistenza o nell'insegnamento vennero soppressi. Il timore di una controrivoluzione portò all'instaurazione di un vero e proprio "regime del terrore", sotto la guida di Maximilien de Robespierre, contraddistinto da numerose esecuzioni capitali di semplici sospetti e avversari politici. Con la caduta di Robespierre si affermò il potere di un direttorio che mitigò la situazione.
L'affermazione dei principi di governo democratico e la reazione delle potenze europee, portarono a conflitti che condussero alla presa del potere da parte del generale Napoleone Bonaparte che era riuscito a farsi eleggere come primo console dando forma a un sistema di governo dittatoriale in cui egli si poneva come despota illuminato. Bonaparte iniziò una serie di riforme amministrative e sociali che trasformarono la Francia: la gestione dello Stato venne accentrata, si dette impulso all'istruzione pubblica in modo da poter formare una classe di ottimi tecnici, alla funzione pubblica venne affidato anche il compito dell'assistenza sociale e sanitaria. Largo uso si dette al metodo scientifico, come il ricorso alla statistica, per ottimizzare le scelte di intervento pubblico, gettando le basi procedurali dello Stato moderno. Nel 1804 promulgò il codice civile con cui si metteva fine definitivamente all'antico sistema di diritto comune tipico del diritto medievale e dell'età moderna iniziando una nuova era.

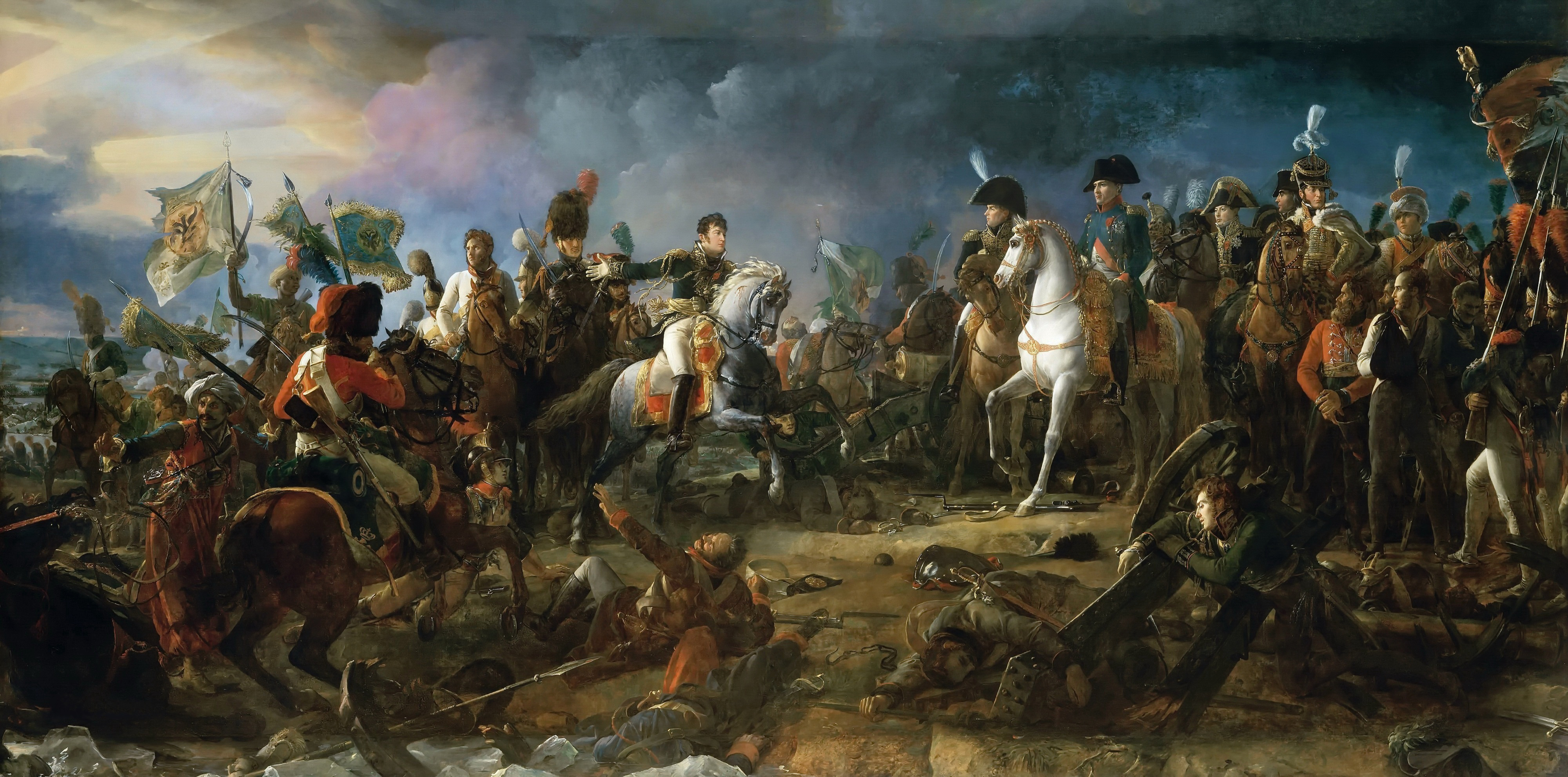
Napoleone Bonaparte durante la vittoriosa battaglia di Austerlitz

Bonaparte deve la sua fama soprattutto ai campi militari. Egli, infatti, condusse una serie di brillanti campagne militari contro tutte le monarchie europee che culminarono con la celebre battaglia di Austerlitz in cui sconfisse nel 1805 l'Austria mettendo formalmente fine al Sacro Romano Impero. In pochi anni, Napoleone aveva sottomesso quasi tutta l'Europa. All'apice del potere, nel 1804, era riuscito a farsi incoronare imperatore dei francesi da parte di papa Pio IV in una cerimonia tenutasi nella cattedrale di Notre Dame. Tuttavia, quando nel 1812 dette inizio alla campagna di Russia, come risposta allo zar che aveva rotto gli accordi commerciali con la Francia riprendendo la propria libertà economica, Napoleone imboccò la strada del declino. La vittoria nella battaglia di Borodino e la presa di Mosca non riuscirono a essere determinanti contro la tecnica della "terra bruciata" messa in campo dall'esercito zarista e la Grande Armata francese fu costretta a un ritiro che in breve si trasformò in rotta. Esiliato nel 1814 sull'isola d'Elba dopo la sconfitta nella battaglia di Lipsia (ottobre 1813) contro le truppe della sesta coalizione antifrancese e la brillante ma sfortunata campagna di difesa della Francia (gennaio-marzo 1814), Napoleone tornò al potere a seguito dell'insoddisfazione del popolo francese verso la restaurazione al trono della dinastia dei Borbone. Tuttavia, le potenze europee si erano coalizzate per sconfiggerlo definitivamente, cosa che avvenne nella battaglia di Waterloo del 18 giugno 1815. Deportato sull'isola di Sant'Elena, in mezzo all'oceano Atlantico, morirà il 5 maggio 1821.

## Dalla restaurazione ai moti rivoluzionari

### Congresso di Vienna e Restaurazione

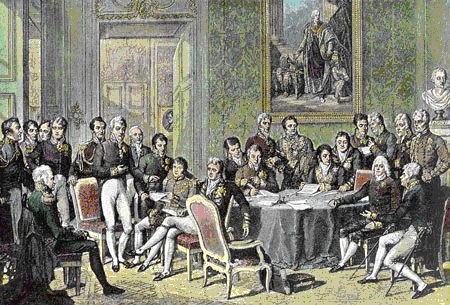
Il congresso di Vienna in un'opera di Jean-Baptiste Isabey

Nel 1814, l'anno successivo in cui Napoleone era stato sconfitto a Lipsia e posto in esilio, si aprì il congresso di Vienna con lo scopo di ripristinare gli antichi regimi d'Europa dopo gli sconvolgimenti apportati dalla rivoluzione francese e dalle guerre napoleoniche. Al congresso parteciparono i rappresentanti diplomatici di quasi duecento stati, i lavori si conclusero dopo circa 9 mesi, il 9 giugno 1815, con la redazione di 121 articoli, basati principalmente sul legittimismo, i cui contenuti vennero in gran parte decisi dai plenipotenziari di Russia, Inghilterra, Austria, Prussia e Francia.
Sul piano politico, l'Austria riprese tutti i territori in Polonia, nei Balcani e Italia comprese la Repubblica di Venezia e la Lombardia che andarono a formare il Regno Lombardo Veneto, dipendente dall'Impero austriaco e per cui si perseguì una politica per farli diventare dei "veri austriaci". I domini asburgici compresero anche parte della Polonia (cosiddetto "regno del Congresso") Inoltre, l'Austria formò la Santa Alleanza con Russia e Prussia, il cui compito era la reciproca difesa da rivolte filofrancesi, o di indipendenza. La confederazione del Reno venne soppressa e al suo posto istituita la confederazione germanica retta dalla dieta di Francoforte presieduta permanentemente dall'Austria. Tuttavia, la crescete affermazione della Prussia in seno alla confederazione mise in ombra il ruolo dell'Austria che rinunciò progressivamente alla sua posizione.

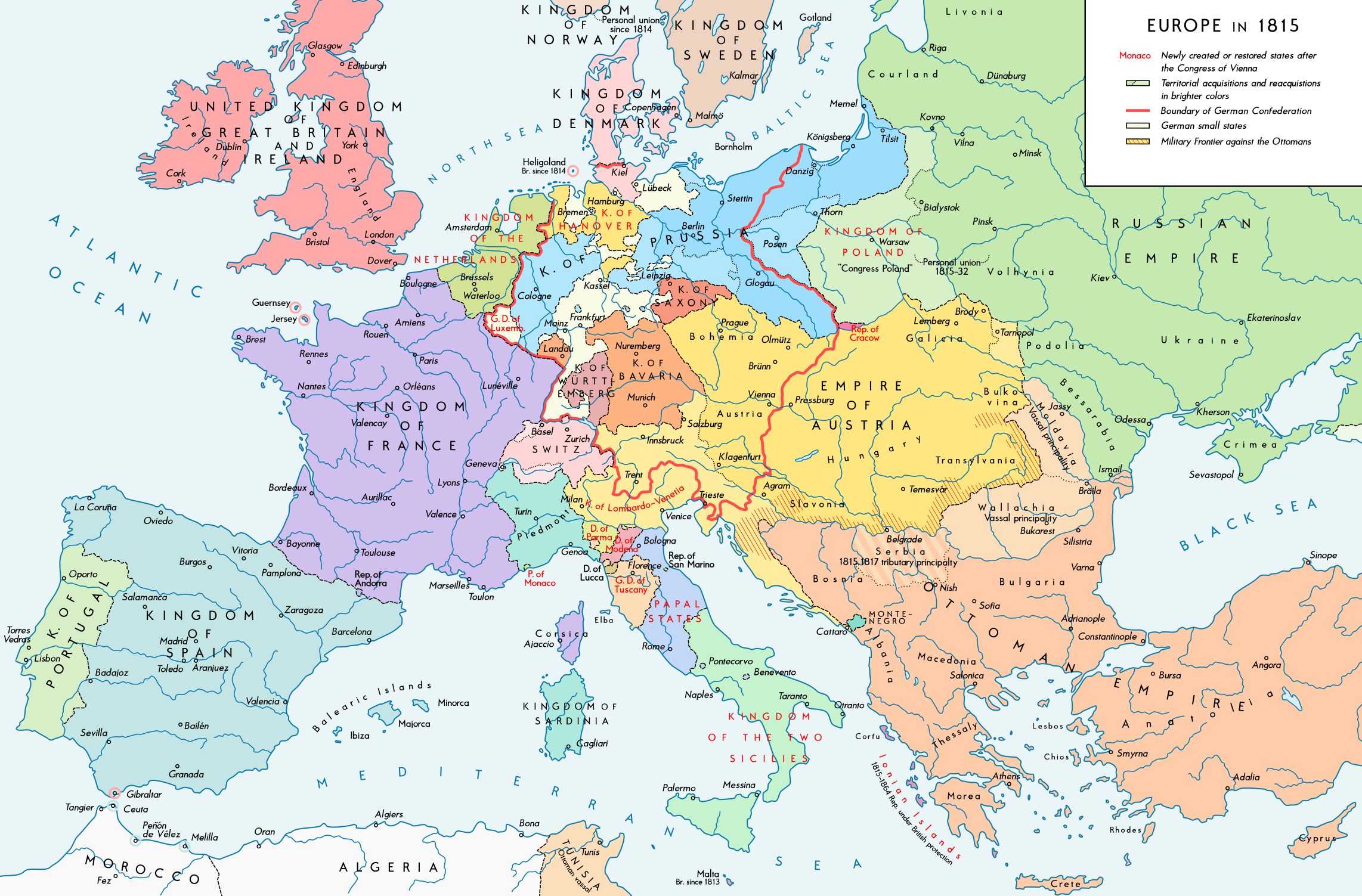
L'Europa dopo il Congresso di Vienna

Nonostante le intenzioni di ripristinare i confini del 1789, notevoli furono le modifiche territoriali; tra le principali, la Russia acquisì parte dalla Polonia e la Finlandia, la Prussia si estese ai territori lungo il Reno, l'Austria riprese ciò che aveva perduto, nell'Italia settentrionale nacque il Regno Lombardo-Veneto alle dirette dipendenze della corona asburgica, in Germania cessò di esistere il Sacro Romano Impero che venne sostituito dalla confederazione germanica. In Spagna tornò sul trono Ferdinando VII di Borbone. Sul piano politico, il congresso dette vita sotto molto aspetti alla moderna diplomazia, costruendo un sistema di accordi tra le potenze finalizzati a mantenere invariato l'assetto dell'Europa da poco restaurata. Tra i più importanti trattati, quello della Santa Alleanza, siglato il 16 settembre 1815, con il quale Austria, Russia e Prussia si impegnavano a reciproca difesa da eventuali rivolte filofrancesi o di indipendenza. La quadruplice Alleanza (20 ottobre 1815) fu invece un accordo che mirava al mantenimento della pace in Europa.

### Guerre d'indipendenza ispanoamericane

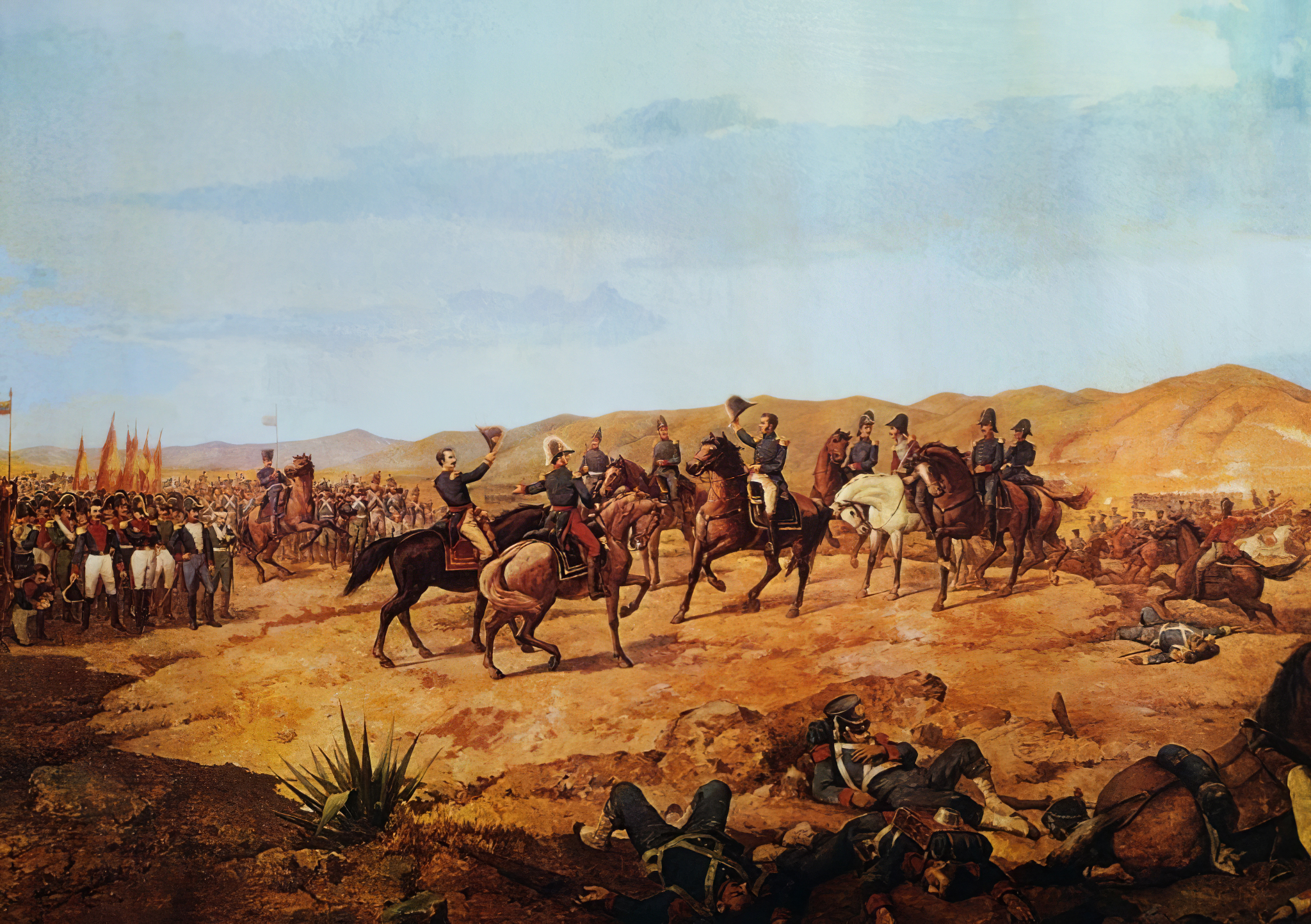
La battaglia di Ayacucho

Gli eventi legati alle guerre napoleoniche finirono per influenzare profondamente anche l'assetto politico dell'America Latina a quel tempo regione in gran parte composta da colonie della Spagna e del Portogallo dove avevano stabilito grandi piantagioni di canna da zucchero, cacao, tabacco, caffè e altro. Sull'eco della guerra d'indipendenza spagnola, i possidenti locali, i creoli, iniziarono a manifestare la loro contrarietà alla pesante ombra della madrepatria che imponeva la sua autorità e pesanti prelievi fiscali. Così, approfittando di una Spagna occupata dalle truppe francesi, iniziarono alcuni moti di indipendenza. Le prime azioni riguardarono il Messico che nel 1810 iniziò una guerra che lo porterà a conquistare l'indipendenza dodici anni più tardi. Nel 1811 il generale Francisco de Miranda guidò il Venezuela ad emanciparsi dal dominio spagnolo, il primo a riuscirci tra gli stati dell'America latina. Otto anni dopo, grazie alle campagne di Simón Bolívar, lo stesso risultato toccò alla Colombia seguita, tra il 1822 e il 1824, dal Perù e dal Brasile, che si rese indipendente dal Regno del Portogallo affidando il governo a Pedro I. In breve moltissime regioni ottennero l'indipendenza. Con la decisiva battaglia di Ayacucho vinta dagli indipendentisti guidati da Antonio José de Sucre finiva il dominio coloniale europeo in America latina.
Con la dichiarata intenzione di ispirarsi al modello di repubblica federale degli Stati Uniti d'America, nel 1823 era stata istituita la Repubblica Federale del Centro America. Tuttavia, questo rimase un tentativo fallimentare in quanto le rivalità sociali e territoriali che maturarono all'interno delle federazione sfociarono in una guerra civile che tra il 1838 e il 1840 la disgregò dando vita ad una serie di stati indipendenti: Guatemala, El Salvador, Honduras, Nicaragua, Costa Rica e Los Altos. Anche nel Sud America la fortissima conflittualità interna rese la situazione instabile, caratterizzata da frequenti lotte civili e instaurarsi di 
dittature militari. Di ciò ne risentì enormemente la popolazione che dovette convivere con una sostanziale arretratezza, con la povertà e con grandi disuguaglianze sociali. Tale situazione fu però sfruttata dagli Stati Uniti e dall'Inghilterra che, in cambio del riconoscimento dell'indipendenza dei nuovi stati, furono nelle condizioni di stringere con loro accordi commerciali molto vantaggiosi.

### Le rivoluzioni tra il 1820 e il 1849
Il processo di restaurazione attuato con il congresso di Vienna, tuttavia, non riuscì a soffocare le aspirazioni liberali e nazionali delle popolazioni europee suscitate dalla Rivoluzione francese. A queste si aggiunsero sia le trasformazioni sociali legate alla Rivoluzione industriale, sia la rinascita di spinte nazionalistiche che mal tolleravano forme di governo sempre più lontane dalle esigenze popolari in un contesto politico, quello europeo, composto ancora di monarchie amministrative di antico regime. Sull'esperienza francese e sulla scia delle notizie provenienti dal sud America, a partire dal 1820 l'Europa fu travolta per un trentennio da moti rivoluzionari che chiedevano in particolare libertà di espressione e una maggiore partecipazione della popolazione nelle decisioni politiche, auspicando l'introduzione di un suffragio universale. Gli eventi si possono riassumere in tre "ondate" di proteste popolari.

#### Moti del 1820-1821 e del 1830-1831

La Libertà che guida il popolo di Eugene Delacroix ispirato alle Tre giornate di Parigi del 1830

I moti del 1820-1821 partirono in Spagna il 1º gennaio 1820 presso il porto di Cadice, quando alcuni ufficiali dell'esercito si rifiutarono di partire alla volta delle Americhe per stroncare i governi indipendentisti che si stavano creando. Il tentativo parve riuscire: fu concessa una Costituzione, fu convocato il Parlamento dando vita al triennio liberale spagnolo. Ma, dopo quei primi successi, la rivolta fu soffocata nel sangue. Poco dopo l'ondata rivoluzionaria giunse in Italia iniziando dalla Sicilia dove il parlamento fu costretto a ripristinare la costituzione siciliana del 1812 a seguito di un'insurrezione di indipendentisti guidati da Giuseppe Alliata di Villafranca, ma già l'anno seguente le truppe austriache ristabilirono l'assolutismo borbonico. Successivamente episodi rivoluzionari si verificarono a Napoli, in Piemonte e in Russia da parte dei decabristi. Tutti si conclusero con nessun risultato sostanziale per i rivoltosi.
Una seconda ondata si verificò tra il 1830 e il 1831, svolgendosi con caratteri simili alla prima e cioè con una diffusione da est a ovest, con la partecipazione dei militari e con l'ampio uso di libelli e pamphlet. La scintilla scoppiò in Francia con la cosiddetta rivoluzione di luglio del 1830 in cui fu rovesciato il governo dell'assolutista Carlo X e sostituito da Luigi Filippo I.

#### Primavera dei popoli (1848-1849)

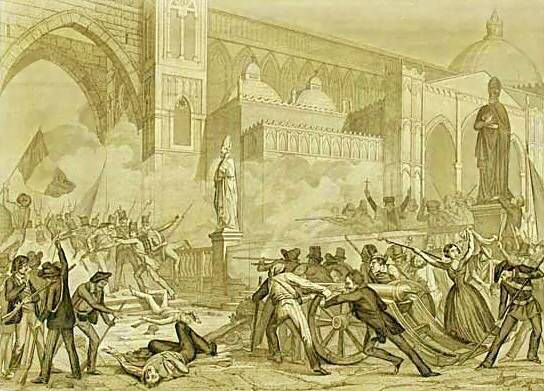
La rivoluzione siciliana del 1848 in una stampa d'epoca

I moti del 1820 e del 1830 furono il preludio all'ondata rivoluzionaria che sconvolse tutta Europa, ad esclusione del Regno Unito e della Russia, nella prima metà del 1848 e che passò alla storia con il nome di "Primavera dei popoli". Le fortissime tensioni sociali latenti, la costante inflazione causata da cattive annate agricole, la diffusione delle idee socialiste, la disoccupazione e la povertà, l'affermarsi di idee nazionalistiche, furono tutti gli elementi che messi insieme scatenarono gli eventi. Le richieste dei rivoltosi furono sostanzialmente comuni, e riguardarono il suffragio universale in un contesto in cui pochissimi cittadini possedevano il diritto di voto, la libertà di stampa e di associazione, la concessione di una costituzione
Le prime avvisaglie di ciò che avrebbe investito il vecchio continente si ebbero in Sicilia dove già alla metà di gennaio una rivolta esplosa per il «vessatorio dispotismo» dei Borbone costrinse re Ferdinando I di Borbone ad accettare una costituzione emanata dal Parlamento siciliano (quindi non ottriata) con il nome di Statuto fondamentale del Regno di Sicilia. Da qui in avanti partì "l'effetto domino" che coinvolse molti stati d'Italia preunitari. L'9 febbraio Carlo Alberto di Savoia emanò lo Statuto Albertino seguito pochi giorni dopo da Leopoldo II che firmò lo Statuto fondamentale del Granducato di Toscana. Il 14 marzo seguente toccò a Papa Pio IX concedere lo statuto fondamentale pel Governo temporale degli Stati di Santa Chiesa.

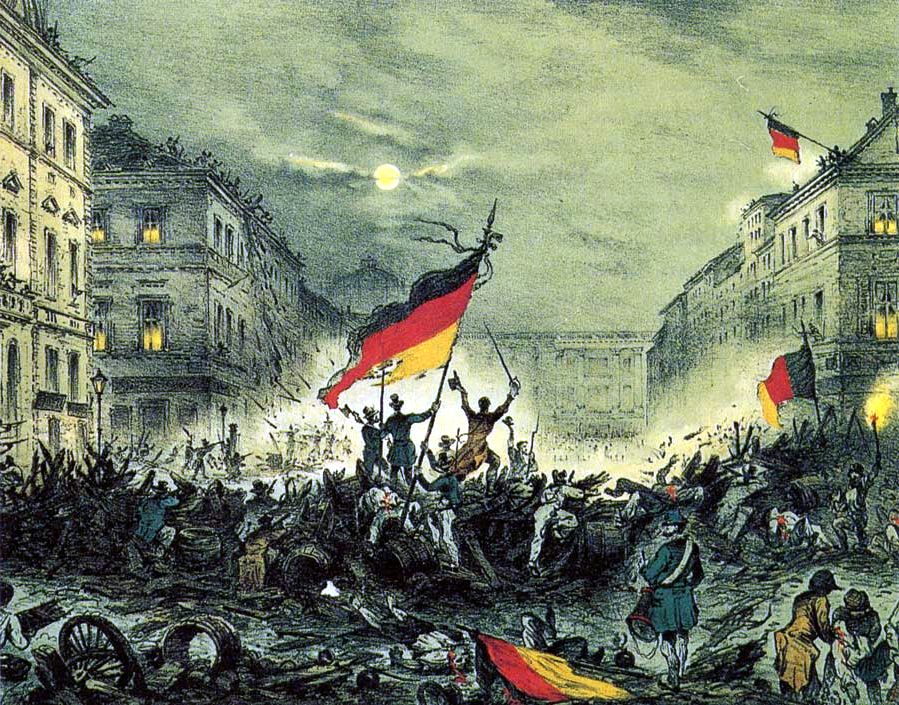
Rivoluzione di marzo 1848 a Berlino.

Dall'Italia i moti si diffusero in Francia dove nel febbraio 1848 scoppiò una nuova rivoluzione per chiedere l'abolizione della monarchia e l'ampliamento del suffragio. Dopo un inizio pacifico, un incidente che causò 55 morti tra i dimostranti iniziarono a comparire le barricate. Il 24 febbraio re Luigi Filippo abdicò per lasciare il posto alla Seconda Repubblica francese. A Marzo eventi analoghi si verificarono nella capitale dell'impero asburgico, Vienna, che poi si propagarono anche a Budapest; l'imperatore Ferdinando I d'Austria dovette promettere una costituzione e il suffragio universale maschile per placare gli animi. Quasi contemporaneamente, nel regno lombardo veneto, le cinque giornate di Milano (18-22 marzo) costrinsero il feldmaresciallo Josef Radetzky a ripiegare all'interno del quadrilatero fortificato; a Venezia, l'avvocato e patriota Daniele Manin presiedette la Repubblica di San Marco costituitasi il 22 marzo del 1848 a seguito dell'insurrezione contro il governo austriaco. Negli stessi giorni, il 18 marzo, a Berlino 200 manifestanti persero la vita in un tentativo dell'esercito di reprimere una rivolta non evitando, tuttavia, che Federico Guglielmo IV fosse costretto ad autorizzare un'assemblea costituente a suffragio universale maschile per la Prussia.
Nonostante queste premesse, nel giro di poche mesi tutte queste rivoluzioni finirono per fallire. In Francia, una rivolta operaia venne soffocata nel sangue da Louis Eugène Cavaignac, mentre l'elezioni presidenziali videro l'inaspettata vittoria di Luigi Napoleone, che sconfisse di misura la sinistra radicale. In Austria, il debole Ferdinando abdicò il 2 dicembre a favore di Francesco Giuseppe che si dichiarò "imperatore per grazia di Dio” cancellando le concessioni del predecessore e sciogliendo l'assemblea costituente. Anche negli stati della confederazione germanica i tentativi di assemblee costituenti finirono in un nulla di fatto. Nel Lombardo-Veneto le truppe austriache sconfissero il Regno di Sardegna riprendendo il controllo della Lombardia. A Roma, la repubblica nata dall'esilio del papa, terminò la sua esperienza il 4 luglio 1849. Alla fine del 1849 «i risultati delle rivoluzioni furono alquanto miseri, ma l'eredità di questi eventi sarà alla fine più larga e di lunga durata» tanto che «il 1848 fu determinante per l'affermarsi dei principi del moderno costituzionalismo».

## L'Europa dopo i moti del 1848

### Società ed economia

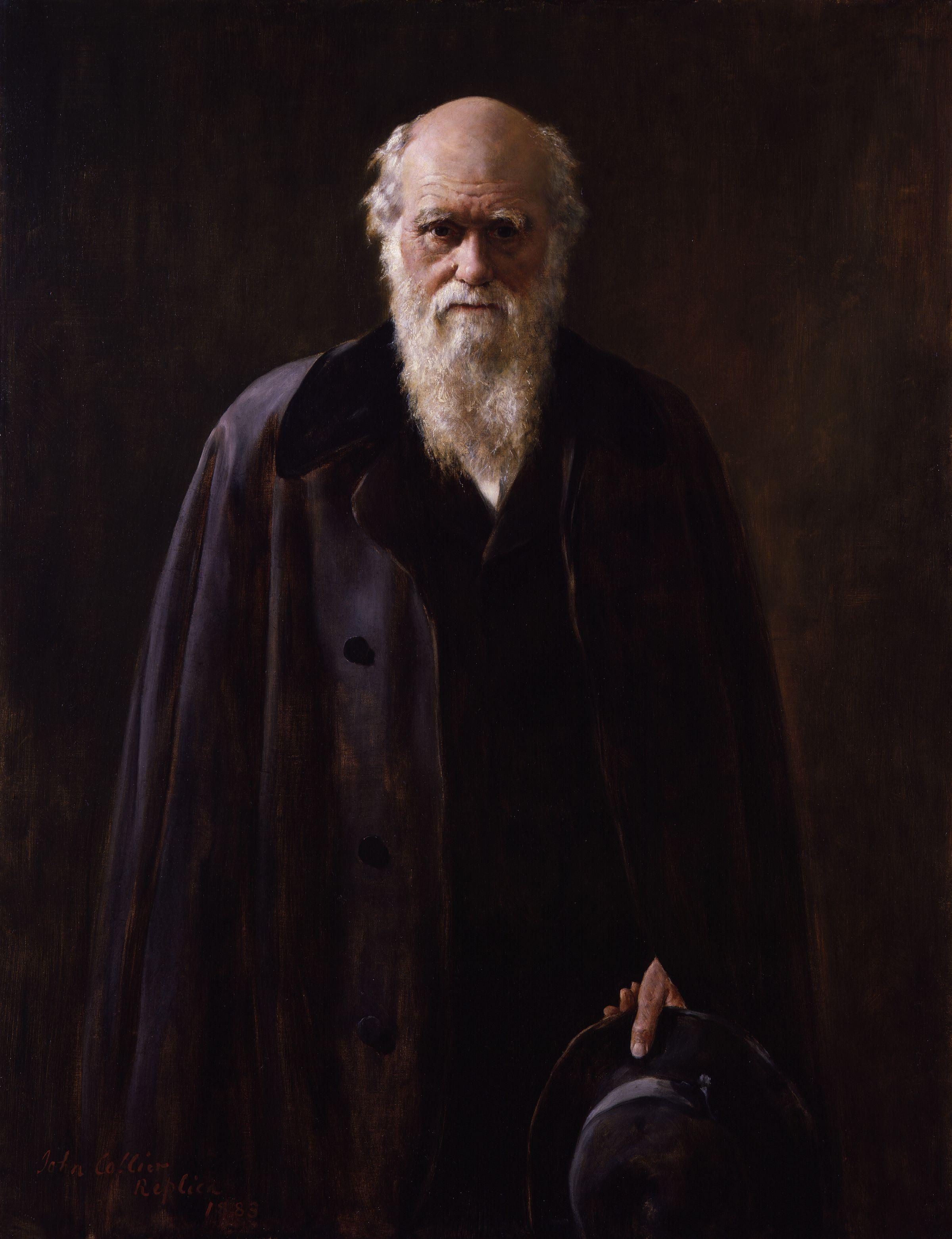
Charles Darwin ritratto da John Collier

Il periodo dei moti del 1848 si concluse senza cogliere successi sostanziali duraturi, infatti a partire dagli anni 1850 tutti i vecchi sovrani erano oramai tornati saldamente sui loro troni, le spinte rivoluzionarie si erano sopite soppiantate da un rigido conservatorismo e nel ventennio successivo fu l'affermazione della borghesia, in particolare quella degli industriali e della finanza, la vera protagonista dello scenario economico e sociale. La stabilità politica e gli investimenti dei magnati favorirono il progresso scientifico in svariati campi quali la chimica, la geografia, la biologia e la fisica. Nel mondo intellettuale il positivismo fu il movimento prevalente e il successo delle teorie elaborate da Charles Darwin sono l'esempio più celebre di tale spirito.

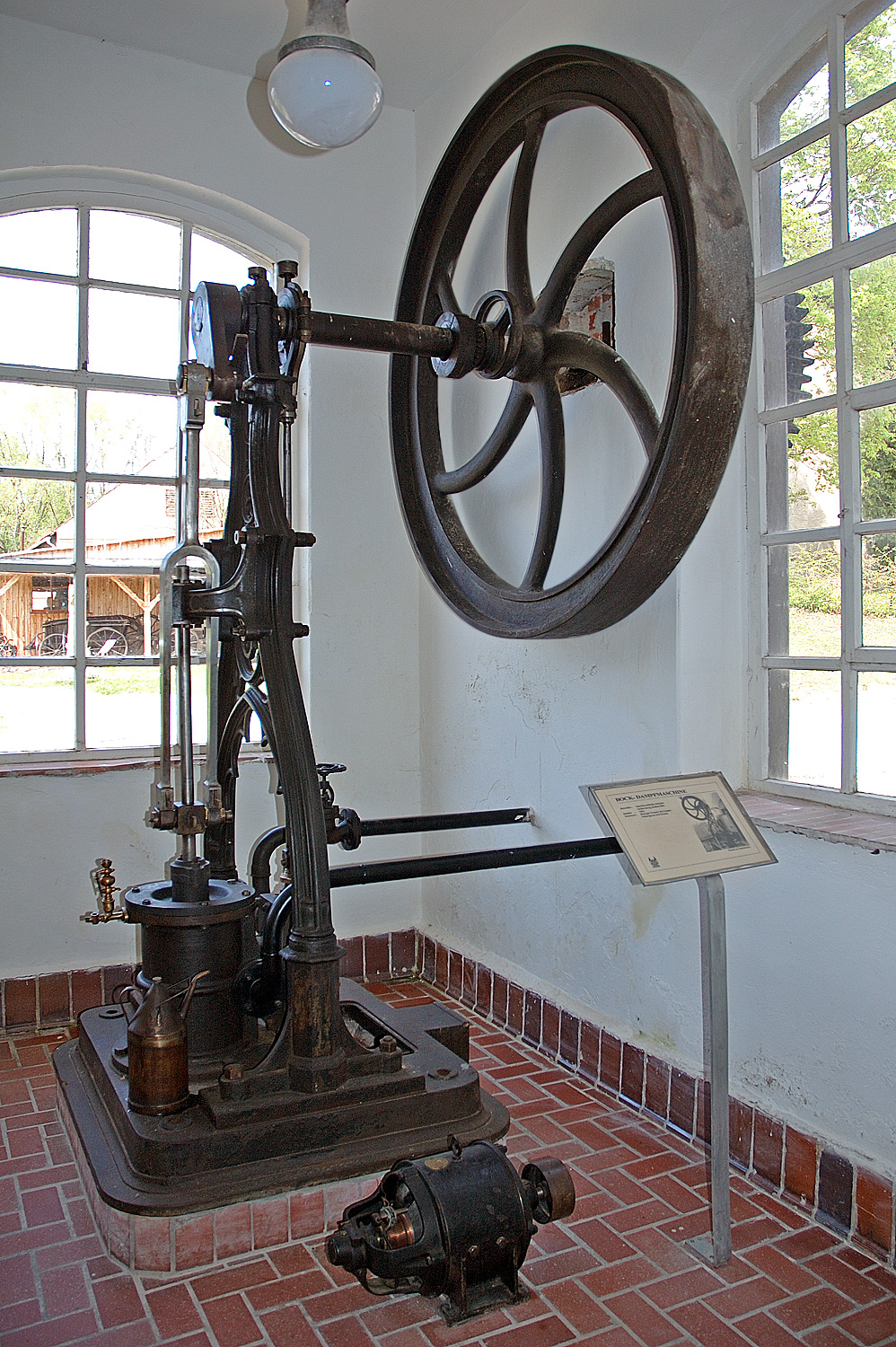
Macchina a vapore del 1864

Il progresso scientifico ebbe una moltitudine di ricadute pratiche che contribuirono alla crescita economica. Lo sviluppo repentino della ferrovia fu determinante per lo sviluppo dei commerci mentre l'utilizzo del carbone fu centrale per il funzionamento delle macchine a vapore su cui si basava praticamente tutta l'attività industriale. Il ricorso alla ghisa per la realizzazione dei macchinari venne sempre più soppiantato dal più performante acciaio, grazie ai miglioramenti nella siderurgia come l'introduzione del forno Martin-Siemens intorno al 1850. I progressi industriali vennero accompagnati da uno sviluppo delle attività finanziarie: mentre le società per azioni si moltiplicavano, gli istituti di credito divennero sempre più fondamentali per sostenere gli investimenti produttivi e per questo iniziarono a comparire le prime banche d'affari.
Agli inizi della seconda metà del XIX secolo, la tecnologia del vapore acqueo non ebbe particolare successo nelle attività di navigazione dove i velieri erano ancora ritenuti i mezzi si trasporto più efficienti ma, a partire dagli anni 1860 grazie all'introduzione dell'elica e degli scafi in metallo le navi alimentate a vapore iniziarono ad imporsi in particolare nelle rotte verso l'Asia facilitate, queste, anche con l'apertura del canale di Suez nel 1867. Le distanze globali si accorciarono anche grazie alla diffusione del telegrafo.

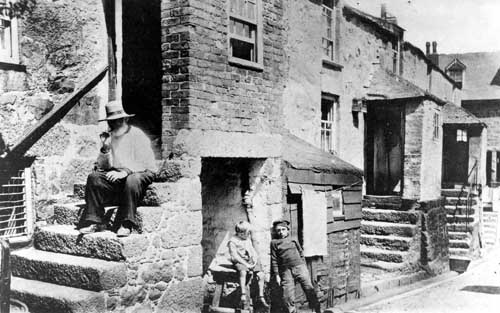
Vita della classe lavoratrice a Wetherby, Regno Unito, in età vittoriana

Lo sviluppo economico, tuttavia, non riuscì a migliorare le miserabili condizioni dei contadini che continuarono a soffrire di analfabetismo e scarsa alimentazione. Moltissimi emigrarono nelle grandi città in cerca di lavoro contribuendo ad un imponente processo di urbanizzazione già iniziato in Inghilterra nel secolo precedente. Se agli inizi del XIX secolo Londra era la città più grande d'Europa con circa due milioni e mezzo di abitanti mentre Parigi ne contava circa 1 e in Germania otto superavano i 100 000, circa cinquant'anni più tardi Parigi era raddoppiata e Berlino superò il milione. La struttura delle città cambiò radicalmente: nelle zone centrali si insediarono le classi più ricche mentre quelle più disagiate si spostarono verso i sobborghi di periferia, spesso di nuova costruzione, malsane, sofferenti di sovrappopolazione, prive dei servizi più essenziali e dove si diffondevano facilmente tifo e colera. L'urbanizzazione spinse alla nascita di sistemi di trasporto pubblico: a Londra nacque la prima metropolitana mentre gli omnibus si diffondevano nelle maggiori città.
Le cattive condizioni del proletariato industriale portarono alla sviluppo di un movimento operaio che si batteva per migliorare la propria esistenza. Le prime trade unions erano già nate nel 1824 in Inghilterra, ma ci vollero oltre trent'anni perché organizzazioni analoghe potessero diffondersi anche negli altri stati. Nel 1864 nacque l'Associazione Internazionale dei Lavoratori (detta anche "prima internazionale") con lo scopo di creare un legame internazionale tra i diversi gruppi politici di sinistra e tra le varie organizzazioni di lavoratori, in particolare operai. Al processo di fondazione partecipò anche Karl Marx, Michail Bakunin e James Guillaume le cui divergenze intercorse tra di loro contribuirono ad un sostanziale fallimento dell'azione del movimento.

### Le potenze europee tra l'800 e il '900
Dopo i moti del 1848, la storia politica dei paesi europei tra il 1850 e il 1870 fu piuttosto variegata e ricca di conflittualità. Se da una parte stati come Francia e Prussia divenivano protagonisti dello scacchiere, altri, come l’Austria, sofferenti di immobilismo politico e sociale si indebolirono. Negli stessi anni si compì il risorgimento italiano, che portò alla nascita del regno d'Italia.

#### Francia

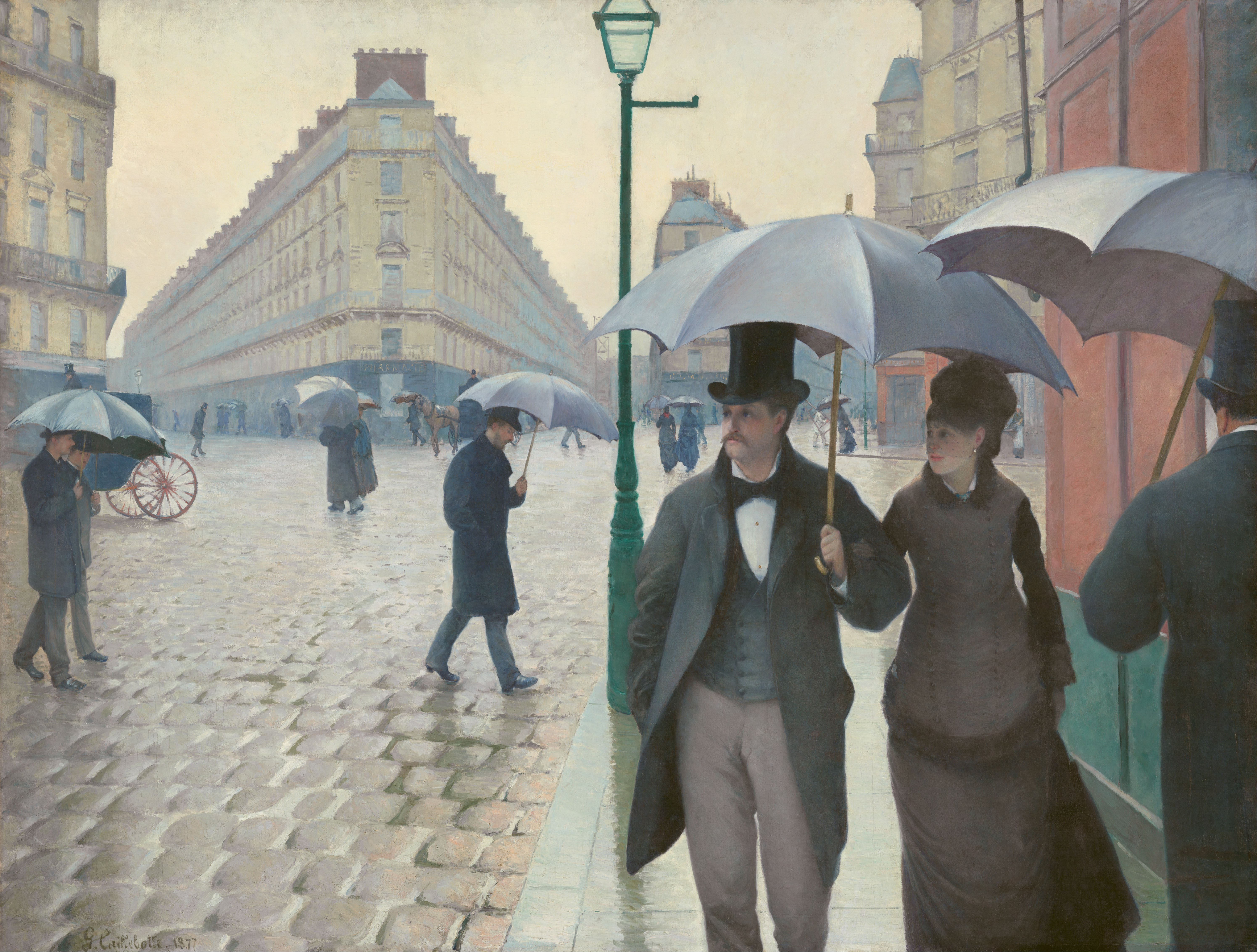
Quadri di Gustave Caillebotte, il soggetto è un esempio della trasformazione di Parigi sotto il Secondo Impero

Dopo il colpo di Stato del 2 dicembre 1851 che mise fine alla Seconda Repubblica, Napoleone III emanò il 14 gennaio 1852 la nuova costituzione che dette allo stato un assetto fortemente antiparlamentare con cui dette vita al secondo impero francese chiaramente ispirato al modello bonapartista. Dunque, se il ricorso al plebiscito popolare fosse la base formale su cui si basava la legittimità del potere, nella sostanza questo era mantenuto con l’uso della forza. L’autoritarismo di Napoleone venne mitigato dalla scelta di effettuare alcune riforme sociali spesso, tuttavia, sfociate nella demagogia che procurarono all’imperatore sostegno da parte sia dalla borghesia, sia dal mondo rurale. Durante il secondo impero, terminato con la sconfitta nella guerra franco-prussiana nel 1870, vennero portate a termine una serie di opere pubbliche compresa una vasta estensione della rete ferroviaria. Furono questi gli anni in cui il barone Haussmann attuò un ampio piano di ristrutturazione di Parigi. La Francia di Napoleone III fu molto attiva anche in politica estera dove si dimostrò ambiziosa e aggressiva: fu alleata della Gran Bretagna nella Guerra di Crimea combattuta tra il 1853 e il 1856 e si schierò a fianco del Regno di Sardegna nella seconda guerra d'indipendenza italiana con lo scopo di indebolire l’impero austriaco per prenderne il posto tra le grandi potenze europee del tempo.

#### Austria

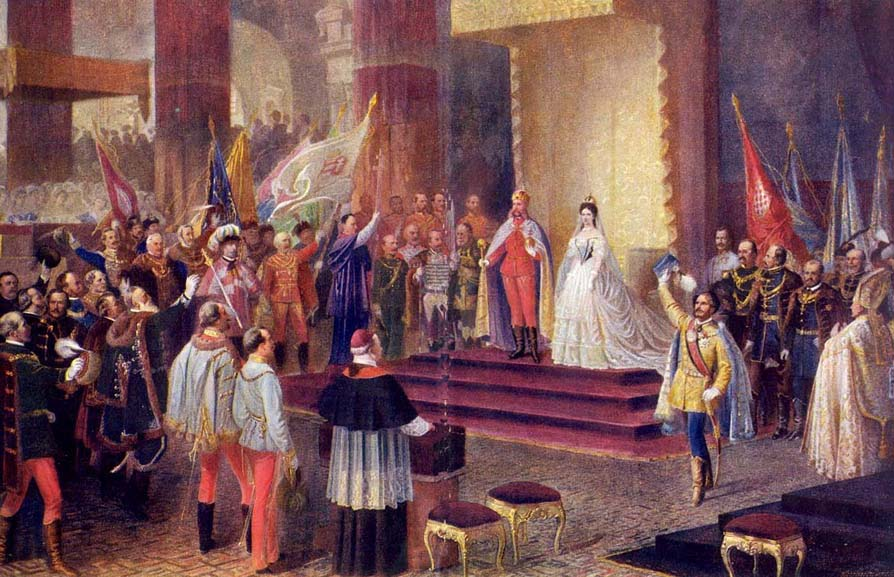
Incoronazione di Francesco Giuseppe I ed Elisabetta come Re e Regina d'Ungheria, avvenuta l'8 giugno 1867 a seguito della Ausgleich

Le insurrezioni viennesi del 1848 condussero all'allontanamento del cancelliere Metternich e all'abdicazione dell’imperatore Ferdinando I d'Austria. A lui succedette il nipote Francesco Giuseppe I che, dopo aver concesso una costituzione nel 1848, la revocò dopo poco più di due anni ripristinando di fatto il vecchio sistema assolutistico incentrato nell'autorità dell’imperatore e caratterizzato da un imponente centralismo burocratico e da uno stato di polizia permanente. Tuttavia, nel corso degli anni vennero concesse anche alcune riforme quali la ricostituzione del parlamento bicamerale (seppur con limitazioni), l’abolizione della servitù della gleba e altre a sostegno del mondo contadino. La necessità di sostenere l’imponente apparato militare e amministrativo comportò la scarsa disponibilità di denaro per compiere investimenti negli sviluppi infrastrutturali e tecnologici; le sconfitte nei campi di battaglia aggravarono, inoltre, tale situazione. Il duro fallimento nel conflitto contro la Prussia del 1866 compromise l’autorità imperiale favorendo alcune rivendicazioni da parte della nobilita ungherese, allora parte dell’impero. Così l’imperatore Francesco Giuseppe fu costretto a firmare l'Ausgleich (compromesso) con il quale l'Ungheria otteneva una condizione di parità con l'Austria all'interno della monarchia asburgica, segnando il passaggio dall'Impero austriaco all'Impero austro-ungarico.

#### Prussia e Germania

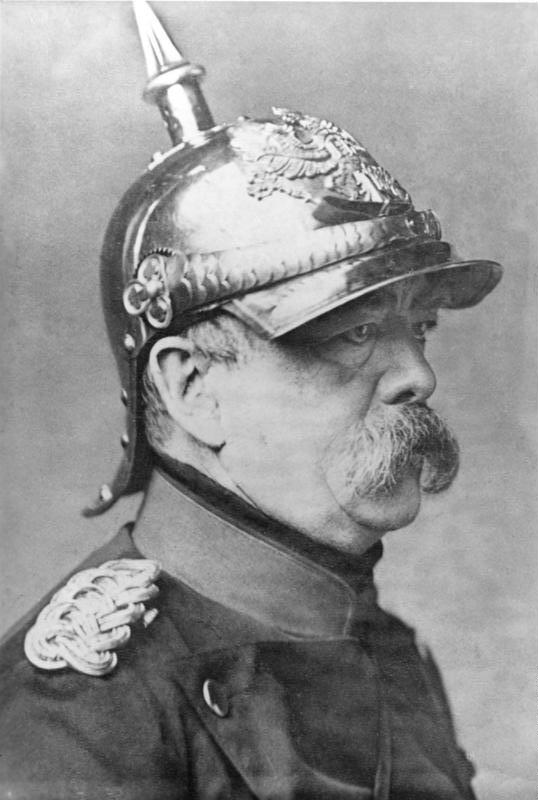
Otto von Bismarck, protagonista della realpolitik prussiana

Per tutto l'Ottocento la Prussia continuò il suo cammino, già iniziato nel secolo precedente, verso il ruolo di guida della nazione tedesca che raggiungerà nel 1871. Fino dagli anni 1850 lo stato prussiano conobbe uno sviluppo che non ebbe uguali in Europa con la zona della Renania-Vestfalia protagonista di una vorticosa espansione industriale. Il progresso sociale, tuttavia, non andò di pari passo con quello economico, con il primo che rimase ancorato alle vecchie consuetudini vittima di un rigido conservatorismo che non volle riformare le istituzioni in chiave liberale. Vero protagonista della politica, interna ed estera, della Prussia fu il primo ministro (successivamente cancelliere del Reich) Otto von Bismarck nominato dal sovrano Guglielmo I di Hohenzollern.
Chiave di volta del successo prussiano fu il suo esercito in grado, nel 1866, di sconfiggere pesantemente prima la Danimarca (ottenendo lo Schleswig-Holstein) e poi l'Austria costringendola ad una pace con cui ne sostituiva il ruolo a capo della nazione tedesca sancendo l'abolizione della confederazione germanica. Nel 1870, una disputa per il trono di Spagna fu il casus belli per la guerra contro la Francia: le truppe prussiane sbaragliarono nella località di Sedan le truppe francesi; Parigi fu messa sotto assedio e cadde nel 1871; dopo aver acquisito l'Alsazia Lorena, il re di Prussia venne incoronato imperatore della Germania o del secondo Reich.
La Germania conobbe un'imponente crescita economica, che nei primi del 900 la rese I potenza industriale al mondo. Tra il 1871 e il 1890 fu cancelliere del Reich Otto Von Bismark, che promosse una politica di accordo con le altre potenze europee. Nel 1890 le elezioni furono vinte dai socialdemocratici, che però non tennero testa al nuovo Kaiser Guglielmo II: era iniziata l'età guglielmina. Il kaiser ebbe una politica estera molto più aggressiva, portando alla creazione di un'alleanza contrapposta alla Germania: la triplice intesa.

#### Regno Unito
Alla metà del XIX secolo, l'Inghilterra, appariva come la nazione più evoluta tra le potenze europee e probabilmente fu per questo che non venne coinvolta nei moti del 1848. Sul piano economico, il regno estraeva da solo di due terzi del carbone e metà del ferro prodotti in tutto il mondo, mentre la sua rete ferroviaria era le più sviluppata. Le sue istituzioni politiche da molto erano all'avanguardia in campo liberale mentre il suo impero coloniale era vastissimo. Nel suo ordinamento politico, alla monarchia era conferito un ruolo poco più che simbolico di rappresentanza dell'unità nazionale mentre il potere era gestito dal parlamento britannico. Per quasi tutto il XIX secolo, sul trono sedette la regina Vittoria d'Inghilterra, che regnò tra il 1837 e il 1901, un regno così lungo e significativo che si usa riferirsi a quel periodo come "Età vittoriana".

#### Italia
In Italia crebbe sempre di più la voglia di unità nazionale. Il Regno di Sardegna, guidato dal primo ministro Camillo Benso, conte di Cavour, intraprese nel 1859 la seconda guerra d'indipendenza contro l'Austria, che ebbe come esito l'annessione della Lombardia e subito dopo di Emilia-Romagna e Toscana. Nel frattempo in tutta Italia avvennero varie sommosse contro il dominio straniero. Nel 1860 partì la Spedizione dei Mille, guidata da Giuseppe Garibaldi, volta a liberare l'Italia meridionale dai Borbone. In seguito alla battaglia di Castelfidardo (1860), le regioni settentrionali già entrate nel Regno di Sardegna e quelle meridionali occupate da Garibaldi poterono riunirsi e ciò permise nel 1861 la nascita del Regno d'Italia.
Si succedettero la destra storica (1861-1876, Ricasoli, Sella, Minghetti, Spaventa, Lanza, La Marmora, Visconti Venosta), liberal-conservatrice, e la sinistra storica (1876-1896, Rattazzi, Depretis, Cairoli, Nicotera, Zanardelli, Crispi, Giolitti, Orlando), militarista (Adua, 1896), ma anche leggermente riformista. Fu in questo momento che iniziò la rivoluzione industriale in Italia (soprattutto al nord), iniziata più di cinquanta anni prima in Inghilterra. Dal 1896 al 1903, avvenne la crisi di fine secolo, con agitazione politiche. Nel 1903 prese il potere Giovanni Giolitti. Durante il suo mandato l'economia italiana crebbe e ci furono molte riforme sociali (suffragio universale, 1912), oltre che la sanguinosa guerra italo-turca per la Libia. Il suo ultimo mandato terminò nel 1914.

#### Russia

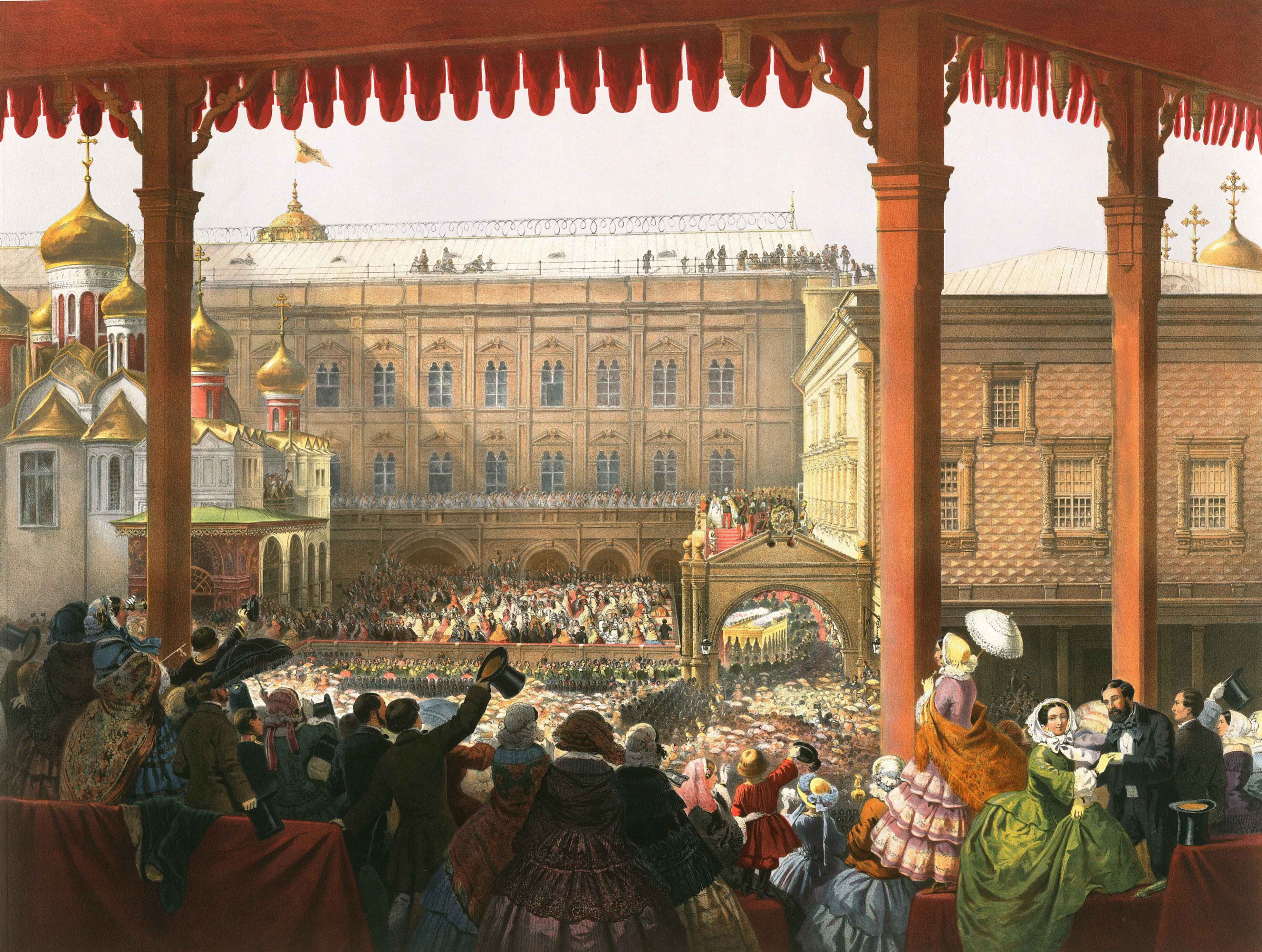
Il popolo di Mosca saluta Alessandro II nei giorni della cerimonia dell'incoronazione (settembre 1856)

Tra le potenze europee della seconda metà dell'Ottocento, l'impero russo era certamente quella che versava nelle condizioni di maggior arretratezza sia in ambito politico che sociale. Lo stato era fortemente autocratico e il potere era centralizzato nello zar; quasi la totalità della popolazione era impiegata nell'agricoltura ed era ancora ben presente la servitù della gleba tanto che i due terzi dei contadini versavano in tale condizione. Gli investimenti finanziari erano limitati in quanto i proprietari terrieri erano più inclini a impiegare i guadagni nel lusso piuttosto che nel miglioramento delle proprie aziende agricole. In un tale scenario sorprende la vivacità degli ambienti intellettuali: Ivan Sergeevič Turgenev, Lev Tolstoj, Fëdor Dostoevskij e Anton Čechov furono solo alcuni dei più grandi scrittori che vissero in quel tempo. Dopo essere salito al trono, nel 1855, lo zar Alessandro II di Russia iniziò una serie di riforme volte a modernizzare il paese: nel 1861 firmò una controversa legge semancipativa della servitù della gleba, innovò l'amministrazione fiscale aumentandone l'efficienza e migliorò il sistema universitario. Lo scarso successo di tali riforme, in particolare quelle sulle libertà dei contadini che vennero ostacolate dai ricchi proprietari, causarono un malcontento generale che sfociò in numerose ribellioni a cui lo zar rispose imponendo un regime poliziesco. Nel 1881 Alessandro II venne assassinato da un anarchico e a lui succedette il figlio Alessandro III che annullò gran parte delle riforme progressiste del padre preferendo condurre una dura politica reazionaria.

## Gli stati Uniti nel 1800

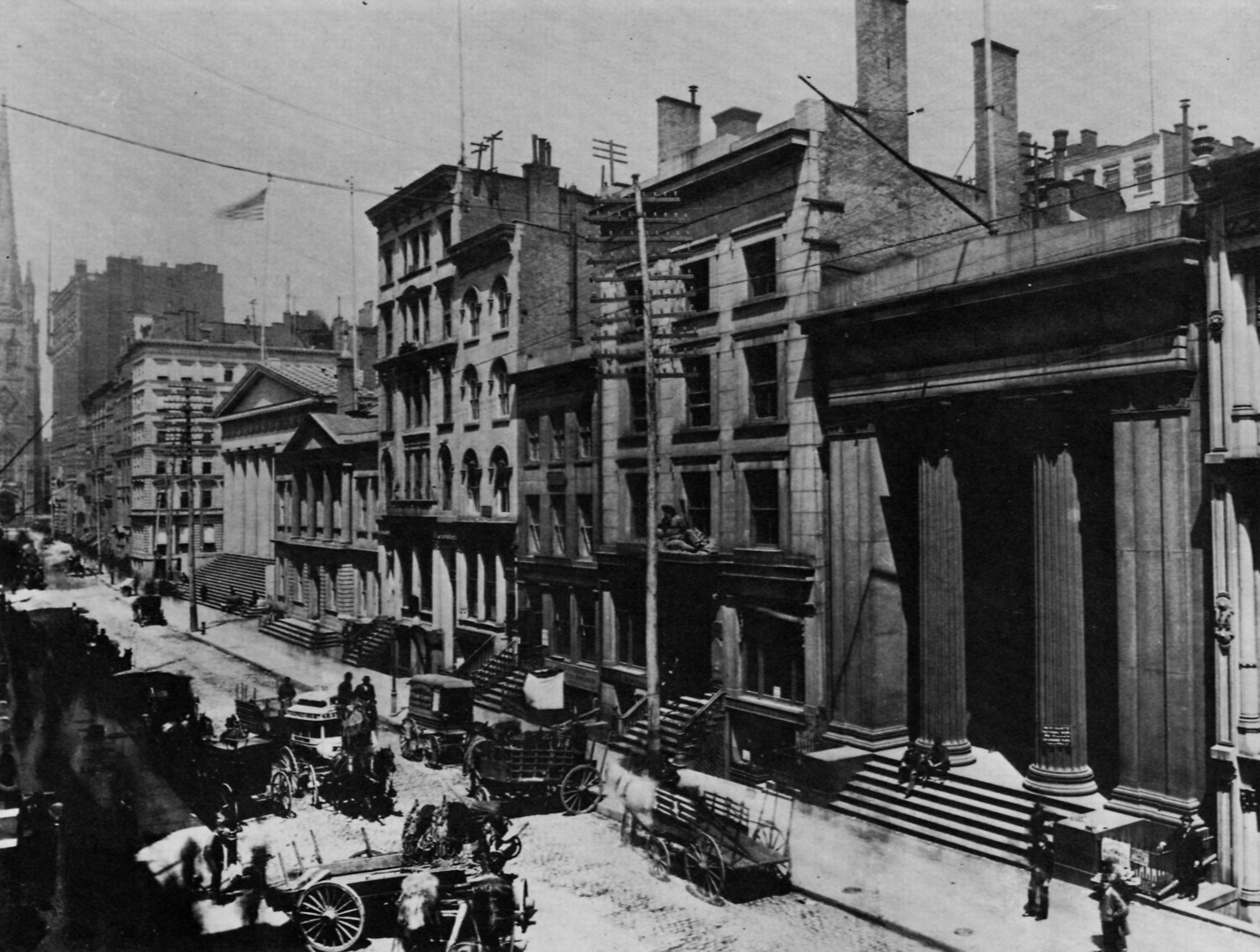
Wall Street (New York) negli anni 1880

Per tutto il XIX secolo gli Stati Uniti conobbero una continua espansione, alimentata dalle immigrazioni delle popolazioni europee, che contribuì a ingrandire le città dell'Est e ad ampliare i confini verso ovest. La parte più sviluppata del paese rimanevano gli stati che si affacciavano sull'oceano atlantico che in precedenza erano state le prime tredici colonie. L'economia degli stati del Sud era ancora prevalentemente agricola, basata su una gestione tradizionale di grandissime piantagioni di cotone, ove la manodopera era costituita per la maggior parte da schiavi neri. Anche nella politica e nella società il Sud era rimasto ancorato agli antichi modelli mentre la classe dirigente era costituita da una minoranza di grandi proprietari terrieri. L'ovest era invece dominato da allevatori.

Battaglia di Antietam nella guerra di secessione statunitense

Se la schiavitù era un elemento essenziale dell'economia del sud, essa non era comparabile con gli ideali democratici e capitalistici diffusi negli stati del nord dove iniziò a svilupparsi un movimento abolizionista. Sebbene il partito Democratico fosse rimasto schierato a favore dei grandi proprietari terrieri, quello Repubblicano abbracciò una decisa posizione antischiavista. Alle elezioni presidenziali del 1860 i Repubblicani riuscirono a portare alla presidenza Abraham Lincoln scatenando una dura reazione da parte di dieci stati del Sud che decisero di staccarsi dagli Stati Uniti per costituire una propria confederazione indipendente. Il governo federale, a sua volta, reagì e tali eventi portarono, agli inizi di aprile 1861, allo scoppio di una lunga guerra di logoramento tra Stati Uniti e Confederati. Il conflitto si concluse nel 1865 con la resa dei sudisti, più preparati militarmente, ma meno forti economicamente, e pochi giorni dopo Lincoln venne ucciso da un fanatico sudista. Molti storici sostengono che la guerra di secessione statunitense sia il primo esempio di "guerra totale" della storia.

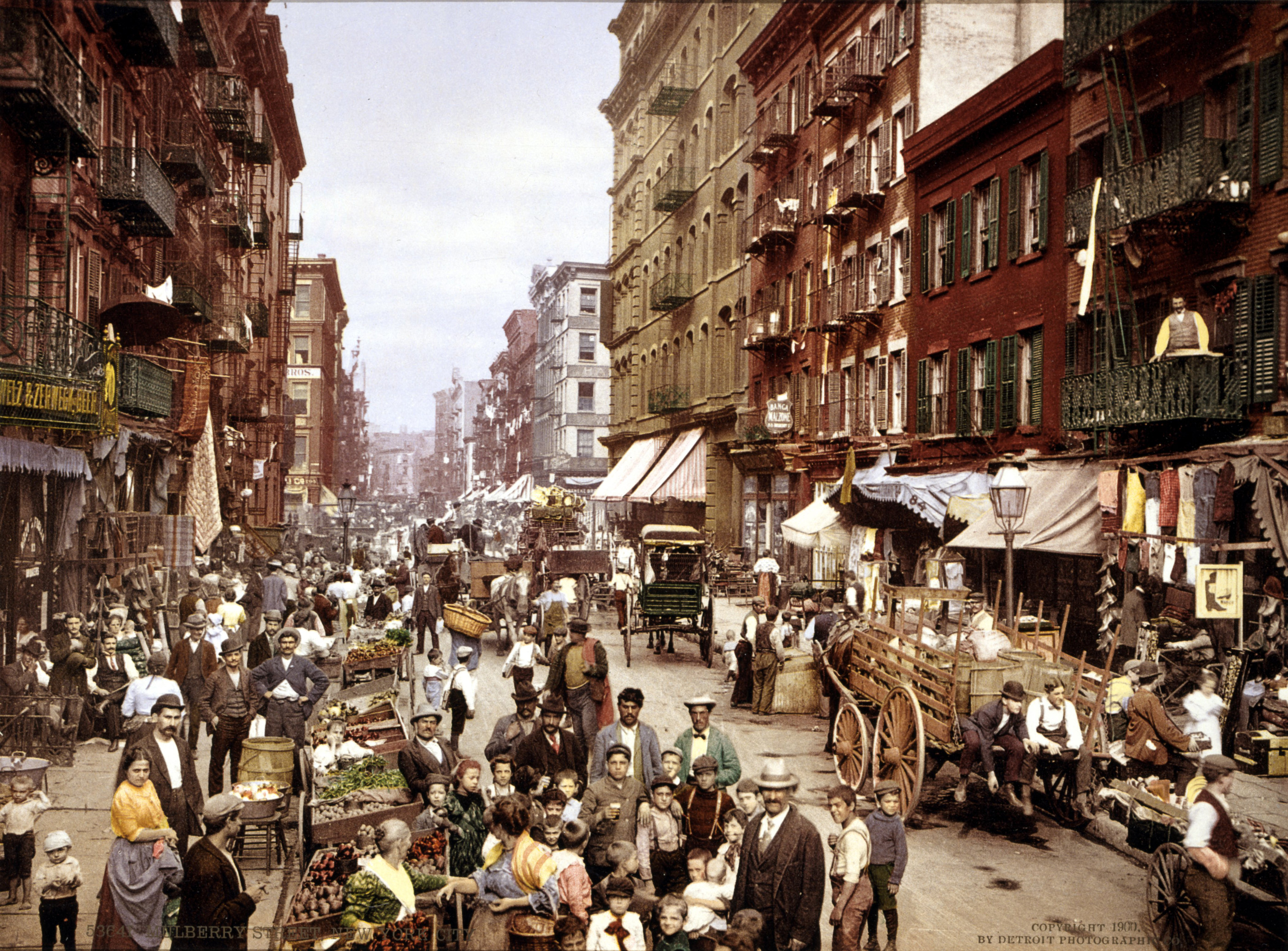
Little Italy a New York in una foto di inizio XX secolo.

Terminato il conflitto la ricostruzione del paese fu rapidissima e venne riprese a ritmi ancora più sostenuta la colonizzazione dell'Ovest, tanto che nel 1890 si poté considerarla compiuta, a danno dei pellerossa, che furono costretti a vivere nelle riserve. Nei decenni successivi la crescita economica del paese vide una forte accelerazione che le permise di superare nel settore industriale la Gran Bretagna, uno sviluppo sostenuto anche dall'apertura alle immigrazioni, attuata grazie all'Immigration Act of 1882, che fece degli Stati Uniti un grandissimo crogiolo di popoli e culture, ma non privo di tensioni sociali. Nel 1898 gli Stati Uniti vinsero la guerra ispano-americana, grazie alla quale ottennero le Filippine, Guam e Porto Rico dalla Spagna, oltre a guadagnare il controllo su Cuba, formalmente resa indipendente; per molti storici ciò fu l'inizio dell'imperialismo statunitense. Con la successiva annessione del territorio delle Hawaii guadagnarono un'importante base nell'Oceano Pacifico fondamentale per i suoi commerci. Agli inizi del XX secolo, gli Stati Uniti erano oramai una potenza mondiale.

## Giappone, impero ottomano e resto del mondo tra il 1800 e il 1900

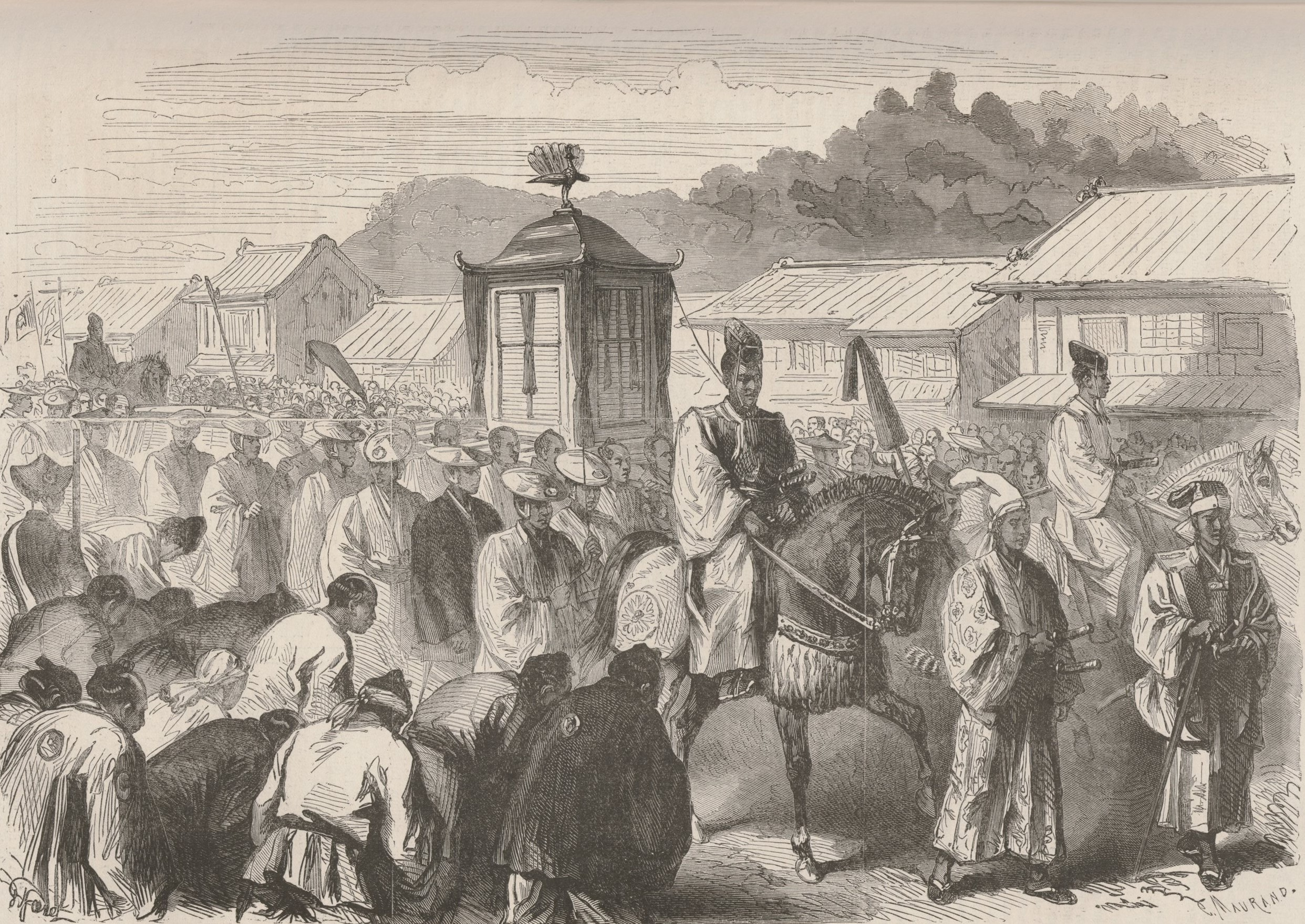
L'Imperatore Meiji che lascia Kyoto per trasferirsi a Tokyo alla fine del 1868

Nella prima metà del XIX secolo, il Giappone era ancora governato dallo Shogunato Tokugawa al potere dal 1606. In questi secoli l'evoluzione della società era rimasta pressoché ferma, ancora impregnata nell'antico sistema feudale diviso in rigidi ceti a gerarchia piramidale. Inoltre, la politica estera aveva sempre perseguito un ferreo isolazionismo con i commerci limitati solo a pochi paesi esteri vicini. Questa situazione mutò radicalmente a partire dal 1854, quando una squadra navale statunitense giunse sulle isole giapponesi per chiedere, con la convenzione di Takagawa, di avviare rapporti commerciali.

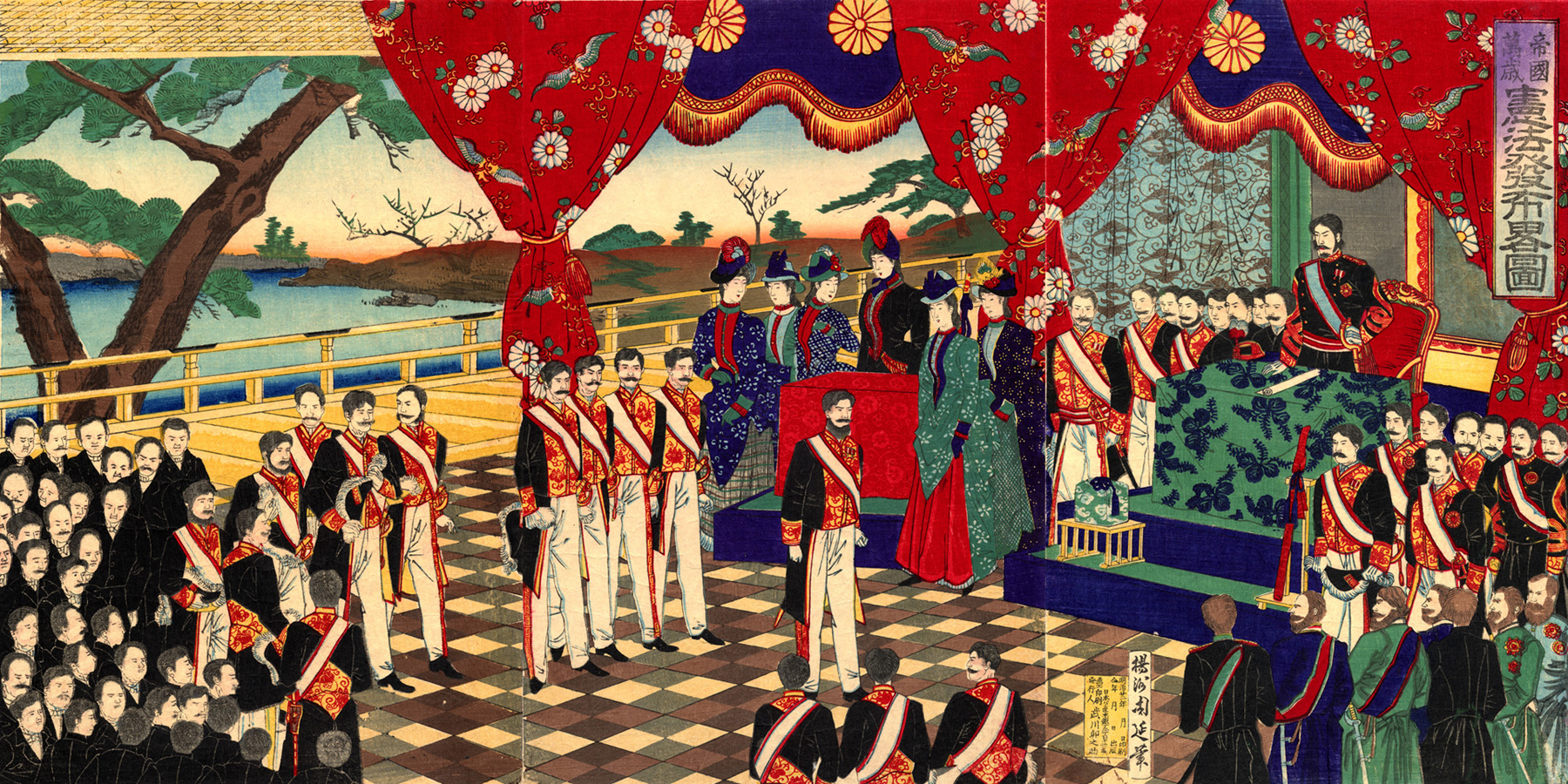
Promulgazione della Costituzione Meiji, xilografia in stile ukiyo-e di Yōshū Chikanobu, 1889

Quello che ne scaturì fu uno dei tanti trattati ineguali siglati dalle potenze occidentali con alcuni stati dell'Estremo Oriente incapaci di resistere alla pressione militare ed economica straniera, stante l'enorme divario tecnologico. Questa situazione provocò un vasto malcontento tra i giapponesi fomentando risentimenti nazionalistici che sfociarono in una ribellione dei feudatari daimyo e da parte dei samurai che portò nel 1868 alla caduta dello shogunato. Nella storia del Giappone il periodo successivo è conosciuto come periodo Meiji e fu incentrato sul lungo regno dell'Imperatore Mutsuhito salito al trono appena quindicenne. I 44 anni di regno di Mutsuhito videro un processo di rinnovamento che ebbe pochi pari nella storia. Nel 1871 venne decisa l'uguaglianza giuridica di tutti i paesi, vennero aboliti i diritti feudali, ai samurai venne assegnato un vitalizio, introdotto l'obbligo di istruzione basilare, organizzato un esercito nazionale con leva obbligatoria e ristrutturato il sistema fiscale in chiave moderna. Tutto questo venne accompagnato da una crescita straordinaria del settore industriale, prima estremamente arretrato se non quasi assente. Per sostenere tale progresso ci si affidò a numerosi esperti stranieri assunti dalle imprese locali, ma ci si impegnò anche per far studiare i giovani giapponesi in occidente. Sebbene alla fine dell'Ottocento il Giappone fosse ancora un paese sostanzialmente arretrato rispetto agli Stati Uniti e all'Europa, la sua crescita era stata veramente rapida, rappresentando una «vera rivoluzione dall'alto».

## Tra il XIX e il XX secolo

### Europa tra imperialismo e nazionalismo
Il periodo fra 1870 e prima guerra mondiale fu caratterizzato dall'avvento della società di massa. La produzione di beni di consumo durevoli aumentò sensibilmente, la partecipazione politica si allargò a strati sempre più ampi di popolazione, i governi dei singoli paesi adottarono le prime politiche di welfare.
Nel 1889 nacque la Seconda Internazionale che si impegnava a trovare la via più semplice per eliminare la lotta di classe. All'interno dell'Internazionale c'era chi optava per una rivoluzione e chi preferiva una via graduale di riforme sociali. L'esposizione di Parigi (1900) rappresentò insieme il culmine e la tragica fine dell'ideale positivistico ottocentesco e della Belle époque, il periodo relativamente pacifico che vede l'espansione della borghesia industriale.
Anche a causa della lunga e grave crisi economica di fine Ottocento nota come 'Grande depressione', le borghesie nazionali utilizzarono il nuovo binomio protezionismo-imperialismo in una competizione crescente, che sfocerà nella prima guerra mondiale.
Sotto la guida politica del suo primo cancelliere, Otto von Bismarck, la Germania assicurò la sua nuova posizione in Europa tramite l'alleanza con l'Impero austro-ungarico e l'Italia e un'intesa diplomatica con la Russia.
La decisione del Kaiser Guglielmo II, salito al trono nel 1888, di licenziare Bismarck (nel 1890) e di non rinnovare il trattato di controassicurazione con l'Impero russo segnò l'inizio della fine del sistema bismarckiano. Tra il 1891 e il 1894, Francia e Russia operarono un graduale riavvicinamento diplomatico, culminato nell'alleanza militare ed economica. Un secondo fondamentale passaggio fu rappresentato dalla firma dell'"Entente cordiale", tra Francia e Gran Bretagna nel 1904. Nel 1907 anche il Regno Unito e la Russia risolsero i loro contrasti in Asia con l'accordo di San Pietroburgo.
La Conferenza di Berlino (1884) diede simbolicamente il via alla spartizione dell'Africa e del colonialismo europeo attivo. La sconfitta italiana ad Adua del 1896 contro le truppe etiopi segnò l'interruzione dell'iniziativa coloniale italiana e la fine della carriera politica di Crispi. Il XX secolo si aprì, emblematicamente, con una guerra corale delle potenze mondiali in un paese ancora periferico: le truppe italiane, tedesche, giapponesi, inglesi, russe schiacciarono la rivolta dei Boxer in Cina. Nel 1905 si chiuse la guerra russo-giapponese, con la vittoria di questi ultimi, la prima sperimentazione del fuoco di artiglieria in larga scala e il primo grave colpo inferto al regime zarista.
Nel corso delle guerre balcaniche, combattute nell'Europa sud-orientale nel 1912–1913, gli Stati componenti la Lega Balcanica (Regno di Bulgaria, Regno di Grecia, Regno del Montenegro e Regno di Serbia) dapprima conquistarono agli ottomani la Macedonia e gran parte della Tracia e poi si scontrarono tra loro per la spartizione delle terre conquistate.

### Seconda rivoluzione industriale

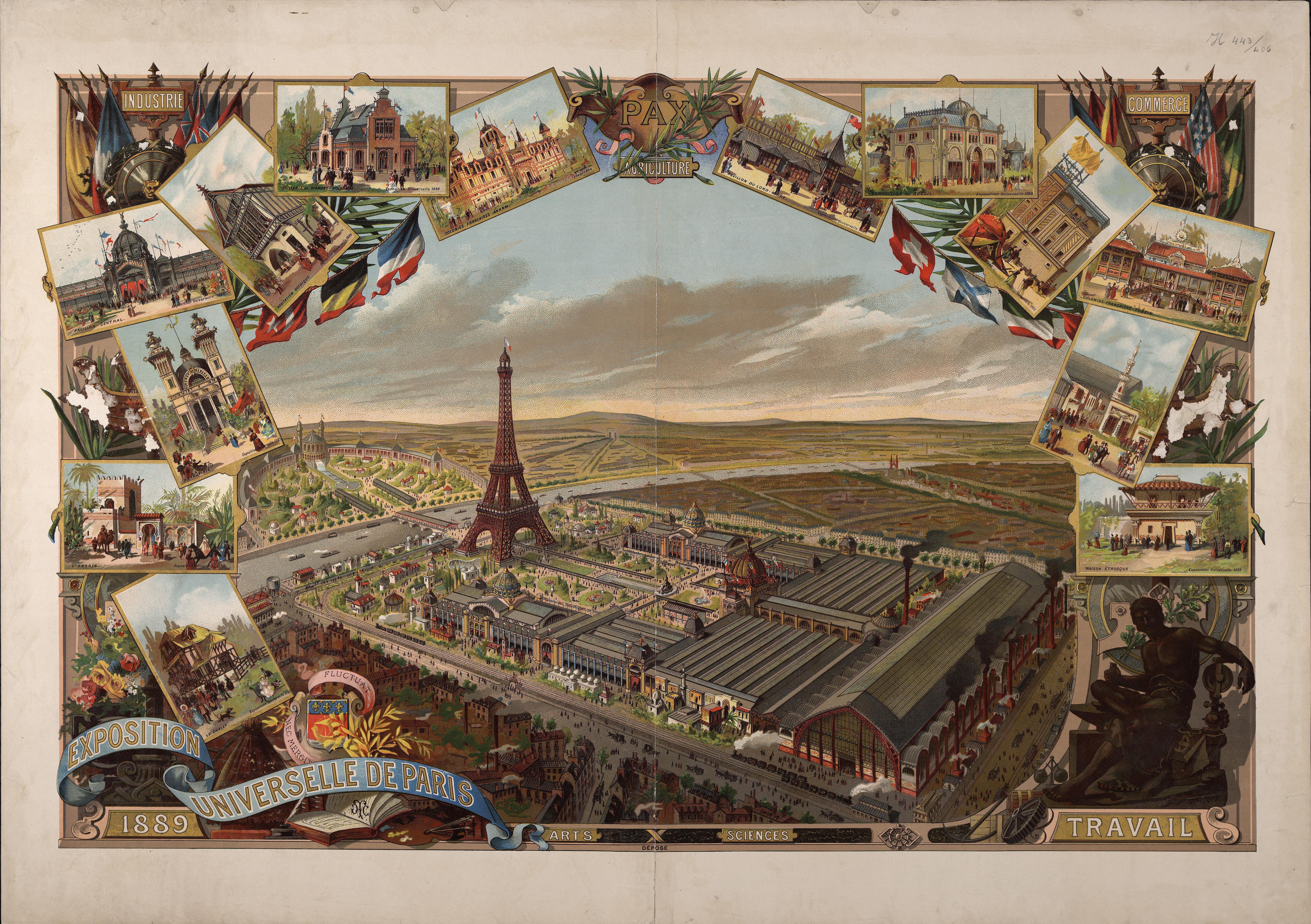
Esposizione universale dell'Expo 1889 a Parigi

Tra la fine del XIX e l'inizio del successivo secolo, l'Europa e il Nord America vennero investite da un progresso tecnologico, conosciuto come seconda rivoluzione industriale, tanto vasto che incise non solo sull'economia, ma anche sulla società e sulle abitudini quotidiane di amplissimi strati della popolazione. È stato osservato che se "nella prima rivoluzione industriale i protagonisti furono il cotone, il carbone, il ferro e la macchina a vapore, nella seconda si affermarono acciaio, chimica, motore a scoppio ed elettricità.

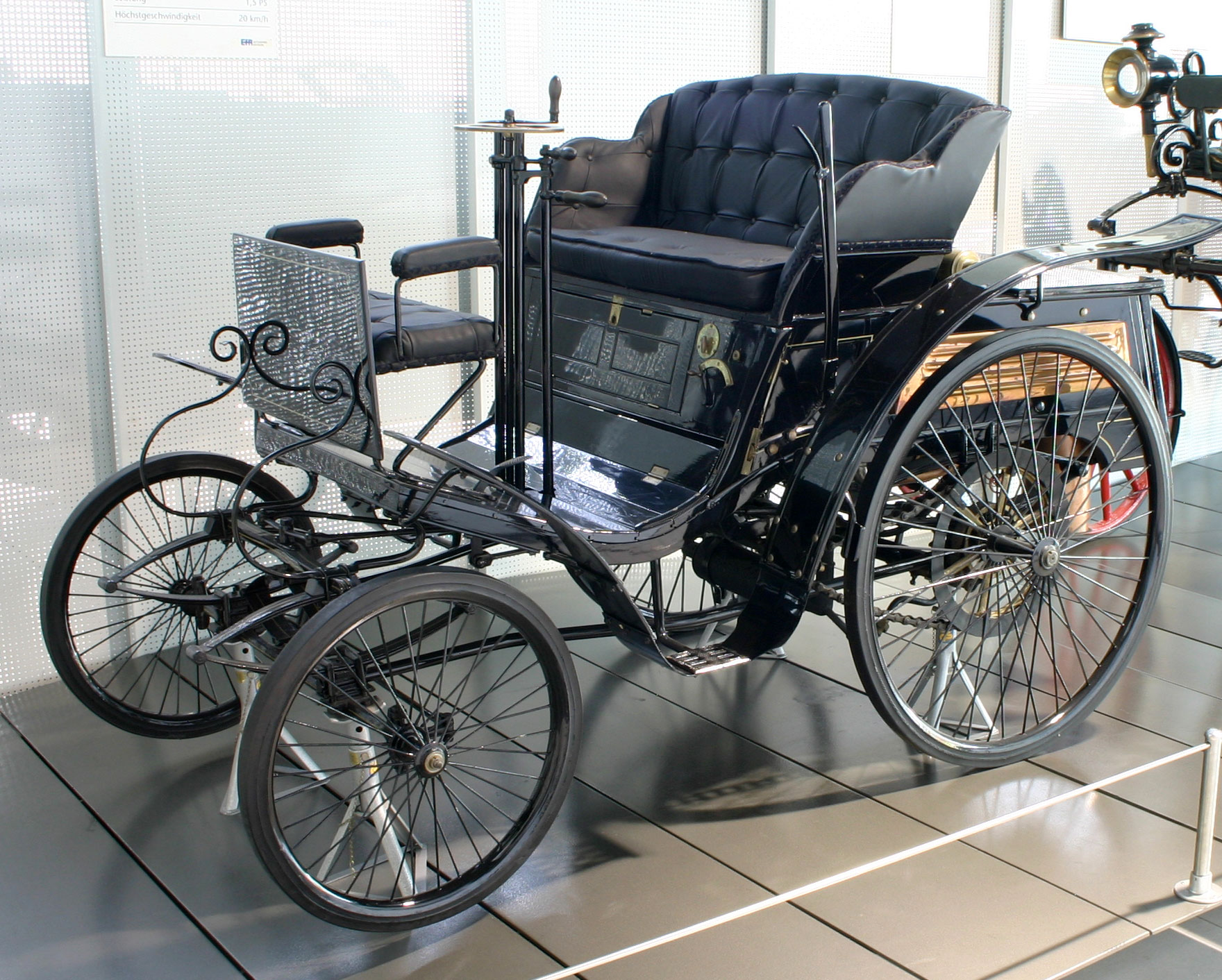
Automobile Benz Velo (1894)

I progressi nella produzione dell'acciaio, già iniziati negli anni precedenti andarono incontro ad un'accelerazione, grazie al miglioramento del convertitore Bessemer, che consentì una maggiore produzione a prezzi relativamente bassi. Presto l'acciaio poté essere usato per molteplici scopi che spaziavano dagli scafi delle navi da guerra ai macchinari industriali, che divennero più precisi e leggeri. Il suo ampio utilizzo nell'edilizia rese possibile la costruzione di edifici di altezza prima di allora mai nemmeno immaginate: l'esempio più celebre è quello dei 312 metri di altezza della torre Eiffel, realizzata per l'esposizione universale di Parigi del 1889. Nel 1892 verrà introdotto anche l'uso del calcestruzzo armato. I progressi della chimica resero possibile estrarre l'alluminio dalla bauxite, a partire dal 1886, mentre una decina di anni prima Alfred Nobel aveva inventato la dinamite. Nel 1888 John Boyd Dunlop inventò lo pneumatico, mentre negli stessi anni in Francia e Gran Bretagna si introducevano le prime fibre tessili artificiali prodotte dalla cellulosa. Le scoperte riguardanti nuovi metodi di sterilizzazione e conservazione degli alimenti, oltre che alle tecniche di refrigerazione, cambiarono le abitudini e la gestione delle crisi alimentari, grazie alla comparsa dei cibi in scatola. Dopo svariati tentativi infruttuosi Nikolaus August Otto riuscì a costruire il primo motore a scoppio a quattro tempi che poi venne installato da Gottlieb Daimler e Karl Benz su un veicolo nel 1885, creando la prima automobile, anche se ci vollero oltre vent'anni perché questi prototipo potessero raggiungere una sufficiente affidabilità e velocità.

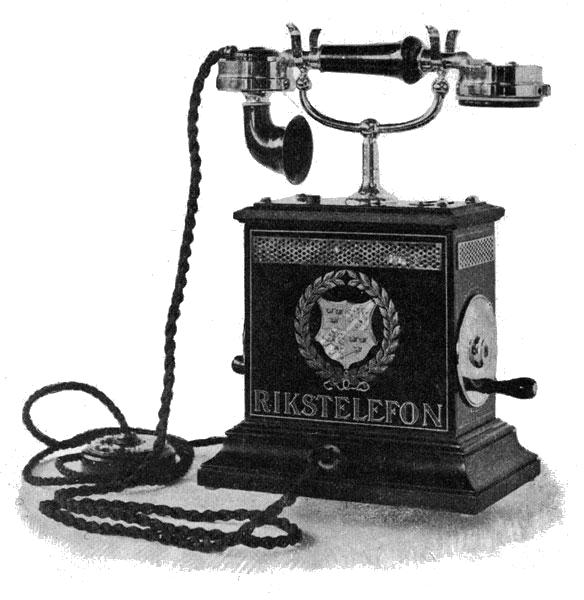
Telefono del 1896 prodotto in Svezia.

L'invenzione di generatori, dinamo, accumulatore e motori dedicati, rese possibile l'utilizzo su ampia scala dell'energia elettrica. Nel 1879 Thomas Edison inventò la lampadina e presto sorsero le prime centrali termoelettriche per sostenere la domanda di illuminazione privata; nei paesi ricchi di bacini idrici comparvero le centrali idroelettriche. Presto l'elettricità servì anche per il movimento delle macchine industriali e per il trasporto pubblico. Antonio Meucci inventò il primo telefono, poi migliorato da Alexander Graham Bell, sempre Edison nel 1876 realizzò un grammofono, mentre nel 1895 i fratelli Lumiere proposero il primo proiettore cinematografico.
La seconda rivoluzione industriale fu, tuttavia, anche accompagnata da una vasta crisi economica, scoppiata nel 1873 a Vienna; si propagò poi per tutta Europa e nel Nord America e mise fine alla crescita che si protraeva da oltre un ventennio. La concausa principale si può ritrovare proprio nello sviluppo tecnologico e organizzativo delle imprese, che comportò una ripida e prolungata discesa dei prezzi dei prodotti in commercio, agevolata anche da scambi commerciali sempre più veloci ed economici. Vi è, comunque, da rilevare che ciò ebbe anche ripercussioni positive sulla popolazione dei salariati, che poté vedere migliorato il proprio potere d'acquisto, mentre i contadini furono coloro che più ne soffrirono, in quanto accusarono il crollo dei loro prodotti. La strategia a cui i governi ricorsero per fronteggiare la crisi fu quella di abbandonare le politiche liberali da tempo perseguite, per abbracciare forme di protezionismo, applicando dazi doganali sempre più elevati per proteggere la propria produzione agricola e industriale dalla concorrenza estera. Inoltre, la corsa agli armamenti già in essere per le spinte nazionalistiche venne accelerata in molti paesi, allo scopo di creare un mercato di sbocco per le industrie.

### La società dellaBelle Époque
Il periodo compreso tra il 1871 e lo scoppio della Prima Guerra Mondiale (1914) in Europa è conosciuto come Belle Époque (in italiano "Epoca Bella"). Questo fu un periodo di pace e di prosperità culturale. Nacquero nuovi intrattenimenti e nuove correnti artistiche e letterarie. Le moltissime nuove tecnologie nate dalla Seconda Rivoluzione Industriale causarono un aumento della popolazione e un miglioramento delle condizioni di vita. Vennero debellate la maggior parte delle epidemie, diminuì la mortalità infantile e si alzò l'aspettativa di vita. La crescita del movimento operaio avvenne in quest'epocaIl sentimento generale diffuso tra la popolazione e un pensiero ottimista e spensierato.

### Prima guerra mondiale e rivoluzione russa

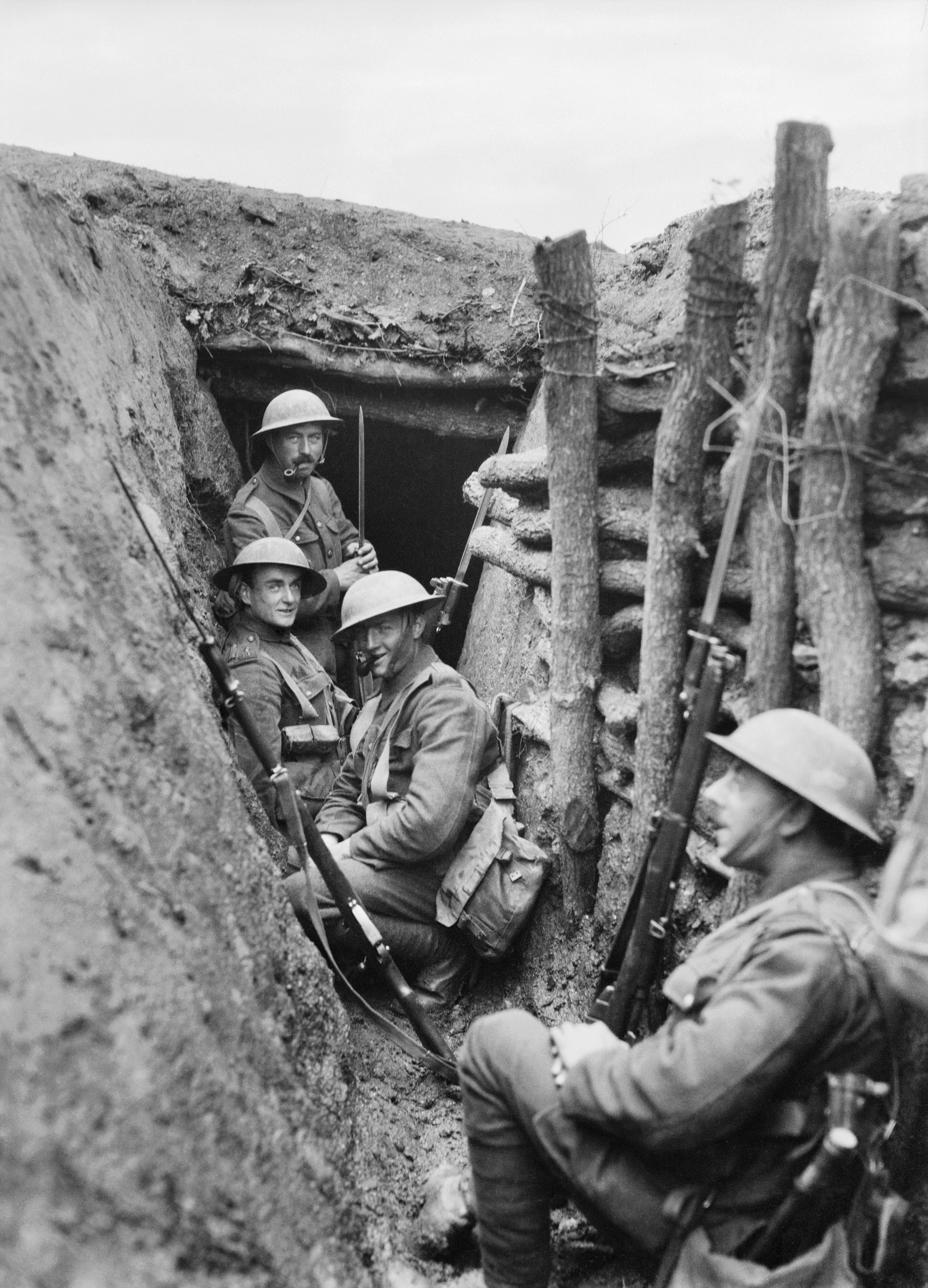
Una trincea britannica sul fronte macedone durante la prima guerra mondiale

Le tensioni tra gli Stati nazionali europei raggiungono un punto di rottura, dando inizio alla prima guerra mondiale (1914–1918). La causa del conflitto fu l'attentato di Sarajevo, che uccise l'arciduca Francesco Ferdinando d'Austria: scoppiarono le reti di alleanze. Il conflitto coinvolse le maggiori potenze mondiali di allora, divise in due blocchi contrapposti: gli Imperi centrali (Germania, Austria-Ungheria, Impero ottomano e Bulgaria) contro le potenze Alleate rappresentate principalmente da Francia, Gran Bretagna, Impero russo e Italia. È comunemente considerata dagli storici uno degli eventi che forgiarono il XX secolo, cambiando per sempre le strutture statali, le tattiche militari, le prospettive culturali. Per la prima volta gli Stati Uniti intervengono in una guerra europea, rompendo la dottrina Monroe. L'arresto degli attacchi tedeschi trasmormò la guerra in una guerra di logoramento: solo con la rivoluzione russa gli impero Centrali passarono nuovamente a un veloce attacco, con battaglie come la disfatta italiana a Caporetto. Ma l'entrata in guerra degli USA dette nuove risorse all'intesa che sfondò, con battaglie come quella italiana di Vittorio Veneto. La guerra si concluse l'11 novembre 1918, quando la Germania, ultima degli Imperi centrali a deporre le armi, firmò l'armistizio con le forze nemiche.
Nell'ottobre 1917 si estingue, nel fuoco della rivoluzione, l'Impero russo. Viene costituita l'Unione Sovietica, sotto la guida del leader bolscevico Vladimir Il'ič Ul'janov, meglio conosciuto come Lenin. L'URSS fu il primo tentativo di applicazione pratica su scala nazionale delle teorie sociali ed economiche di Karl Marx e Friedrich Engels. Il risultato è un regime violento e oppressivo, frutto di un'applicazione del marxismo non completamente fedele alle sue originali linee guida dei pensatori Marx ed Engels. Nasce così il primo totalitarismo europeo (ma la definizione è molto contestata). Dopo la morte di Lenin nel 1924 la direzione del nuovo Stato si consolida nelle mani di Iosif Stalin. Nell'arco di pochi anni Stalin trasforma il proprio potere in una vera e propria dittatura. I piani quinquennali portarono allo sviluppo dell'industria, ma a grandii sacrifici per il paese. Il regime staliniano causò milioni di vittime, tra le quali oppositori politici, noti o sospettati, e militari che vengono giustiziati o esiliati in Siberia nei campi di lavoro forzato chiamati GULAG, durante le cosiddette Grandi Purghe degli anni trenta.

### Periodo interbellico

#### Conseguenze della prima guerra mondiale
Il trattato di Versailles del 1919, per il prevalere degli interessi nazionali, impone severe condizioni alla Germania e il disfacimento degli imperi tedesco, austro-ungarico e russo con la creazione di nuovi Stati: Polonia, Cecoslovacchia, Ungheria, Jugoslavia, Finlandia, Estonia, Lettonia e Lituania.
Con la fine della prima guerra mondiale l'Europa "moderna", quella degli Stati nazionali, dei ceti medi liberali e borghesi, dell'eurocentrismo, si avvia perciò a un irreversibile tramonto. Tra i quattordici punti delineati dal presidente statunitense Woodrow Wilson vi è la costituzione di quello che diventa il primo tentativo di un'organizzazione con lo scopo di vigilare sulla pace: la Società delle Nazioni. La Germania diventa repubblica (repubblica di Wemair) ed è obbligata a pagare enormi cifre di denaro, che distruggeranno la sua economia.

#### L'età dei totalitarismi

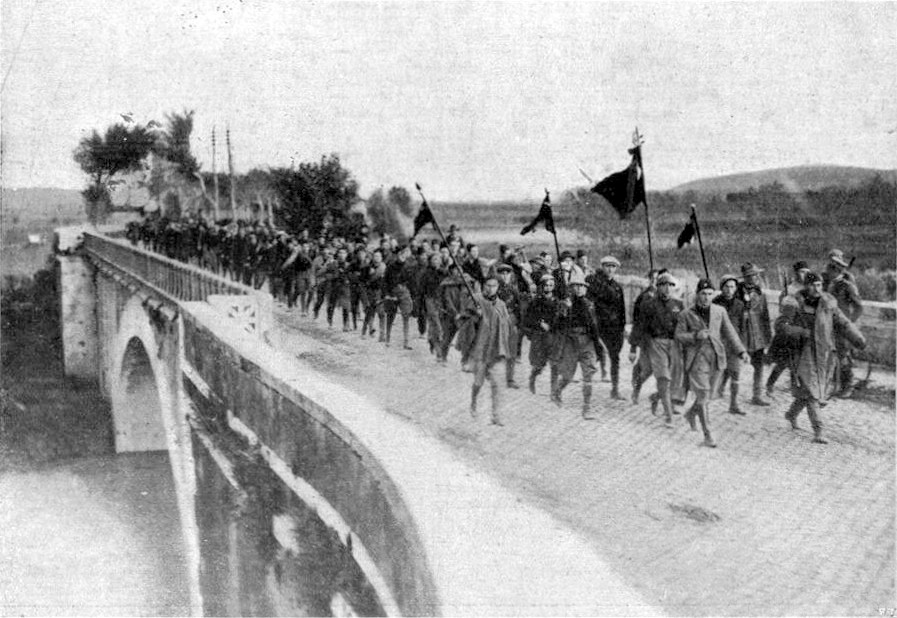
Fascisti italiani durante la marcia su Roma

Nel 1919 Benito Mussolini fonda a Milano il primo fascio di combattimento, confluito poi nel Partito Nazionale Fascista, e il 30 ottobre 1922, dopo la marcia su Roma, sale al potere. Nelle elezioni politiche in Italia del 1924 Mussolini ottiene il 64,9% dei voti e, come stabilito dalla legge Acerbo, i due terzi dei seggi, assegnati alla lista di maggioranza relativa che abbia raccolto almeno il 25% dei voti. La denuncia, da parte di Giacomo Matteotti, dell'irregolarità delle elezioni, è seguita qualche giorno dopo dal suo rapimento e uccisione. Nel 1925, dopo un discorso in Parlamento, Mussolini si dichiara dittatore. Nel biennio 1925-1926 vengono emanate le cosiddette leggi fascistissime, che avviano la trasformazione del Regno in uno Stato autoritario, mediante l'istituzione del Tribunale Speciale Fascista, del confino politico per gli antifascisti e della polizia segreta, l'OVRA. La crisi del 1929 scuote la fiducia nell'economia liberista, dando ulteriore impulso all'affermazione dei totalitarismi autarchici e corporativisti.
La Germania precipitò in una gravissima crisi economica, caratterizzata dalla totale svalutazione della moneta tedesca e da un altissimo tasso di disoccupazione. In questa situazione di incertezza e di fame, lo NSDAP 1930 ottenne il 18,3% dei voti. Tale rapida ascesa condusse il capo del Partito nazista Adolf Hitler alla carica di cancelliere nel 1933. Si impone in Europa il modello nazifascista, ripreso in parte da Antonio Salazar in Portogallo e Francisco Franco in Spagna.

### Seconda guerra mondiale

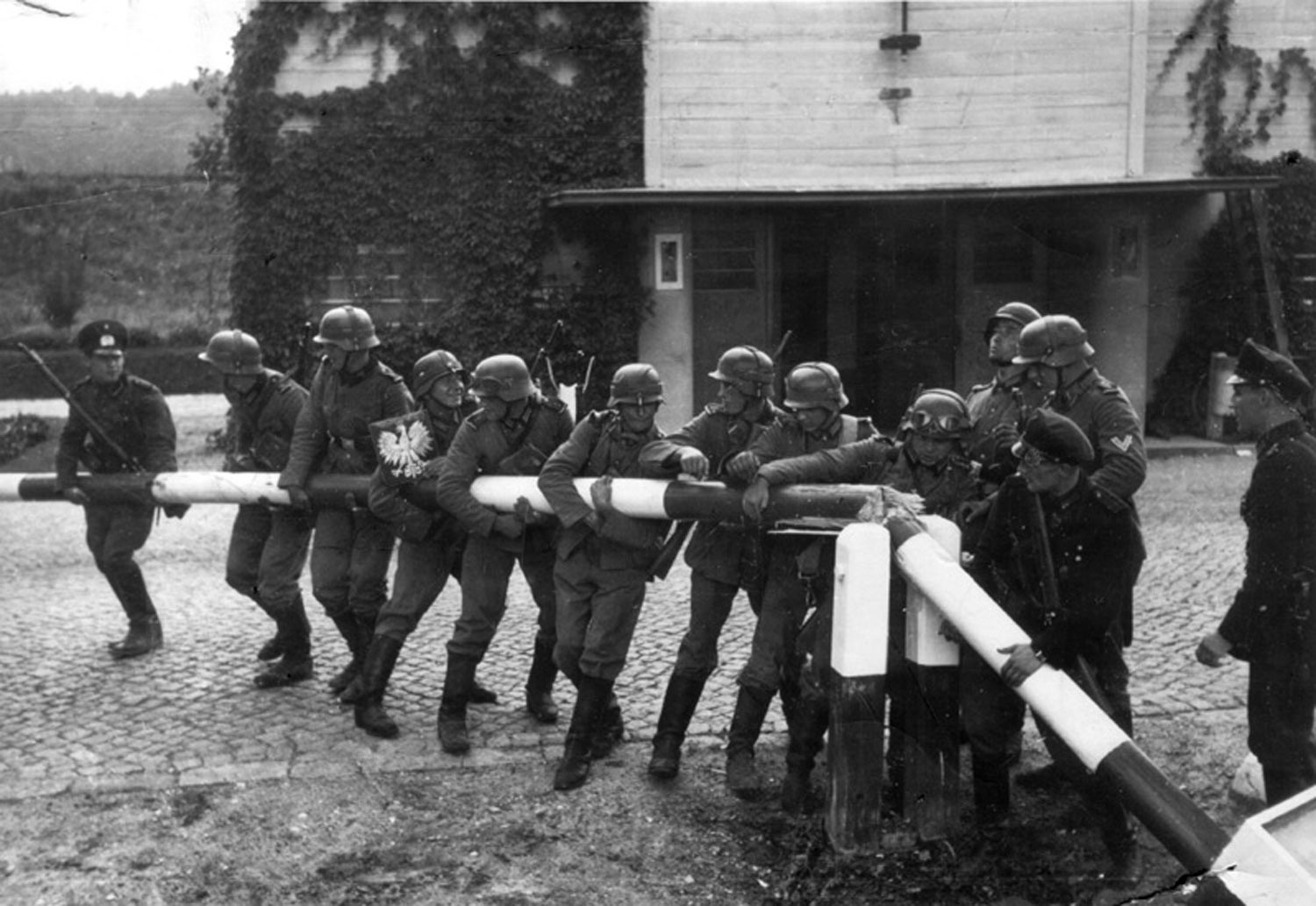
1º settembre 1939, soldati tedeschi rimuovono la barriera del confine tedesco-polacco dando inizio alla seconda guerra mondiale

La Germania nazista, dopo l'annessione dell'Austria e dei Sudeti e dopo la definizione del Patto d'Acciaio con l'Italia e la firma di un patto di non aggressione con l'Unione Sovietica, attacca la Polonia ed entra in guerra con gli Alleati. Dopo l'occupazione della Polonia seguono le invasioni di Paesi Bassi, Belgio e Francia (nella Campagna di Francia) e di Danimarca e Norvegia (nell'Operazione Weserübung). Nel 1940, l'Italia entra in guerra e invade Grecia e Nord Africa, dove verrà bloccata nella battaglia di El-Alamein. Dopo questi iniziali successi, la Germania tenta di invadere il Regno Unito e nel 1941 attacca la Russia; questa invasione viene però fermata vicino a Mosca nel dicembre del 1941, e a Stalingrado e a Leningrado, con l'eroica resistenza russa. Tra il 1941 e il 1943, comunque, la Germania e l'Italia raggiungono un dominio pressoché completo dell'Europa continentale, minacciato però dall'inversione delle sorti nella guerra contro la Russia. Nel frattempo l'Impero giapponese, alleatosi a Germania e Italia nel settembre 1940, attacca gli Stati Uniti il 7 dicembre 1941. Le vittorie alleate in Nordafrica sono seguite dallo sbarco in Sicilia nel 1943 (caduta di Mussolini, governo del Sud, C.L.N., repubblica di Salò e partigianeria), dallo sbarco in Normandia nel giugno del 1944 (liberazione della Francia) e dall'invasione a tenaglia russo-americana della Germania nel 1945, portando alla fine della guerra in maggio per l'Europa, e in agosto per l'Asia (bombe atomiche su Hiroshima e Nagasaki.

## Il secondo dopoguerra

### La guerra fredda (1947–1991)

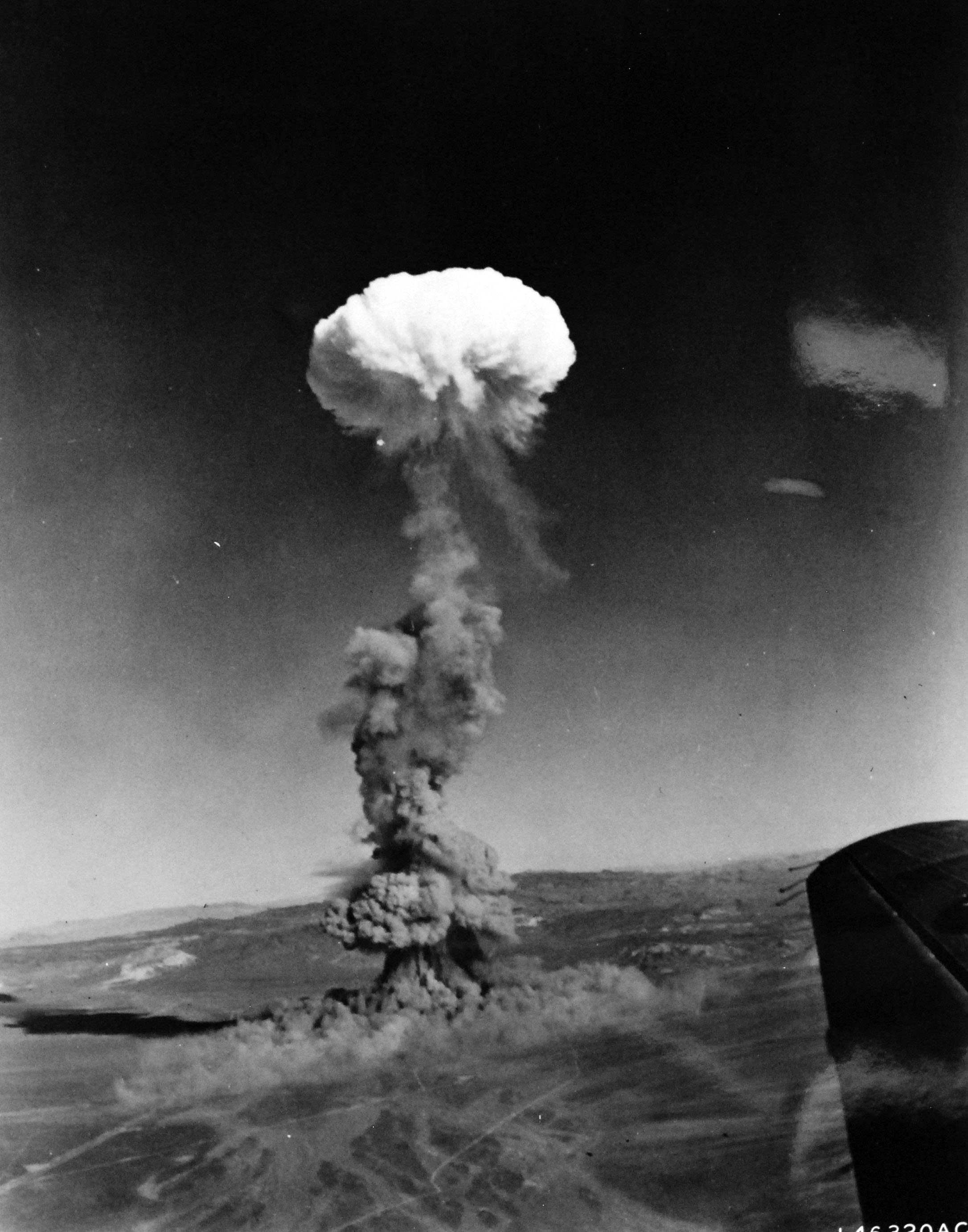
Test atomico statunitense

La guerra determinò la sconfitta dei totalitarismi di destra e l'affermazione di Stati Uniti e Unione Sovietica come nuove superpotenze mondiali. Un piano creato dal segretario di Stato statunitense George Marshall, il Piano di Recupero Economico, meglio noto come piano Marshall, chiese al Congresso degli Stati Uniti di assegnare miliardi di dollari per la ricostruzione dell'Europa, dalle cui macerie, povertà, desolazione e abbandono era stata segnata dalla perdita della sua grande tradizione di civiltà e progresso. La Società delle Nazioni che aveva chiaramente fallito nel prevenire la guerra, fu abolita e al suo posto venne costruito un nuovo ordine internazionale. Il 24 ottobre 1945 venne fondata l'Organizzazione delle Nazioni Unite.

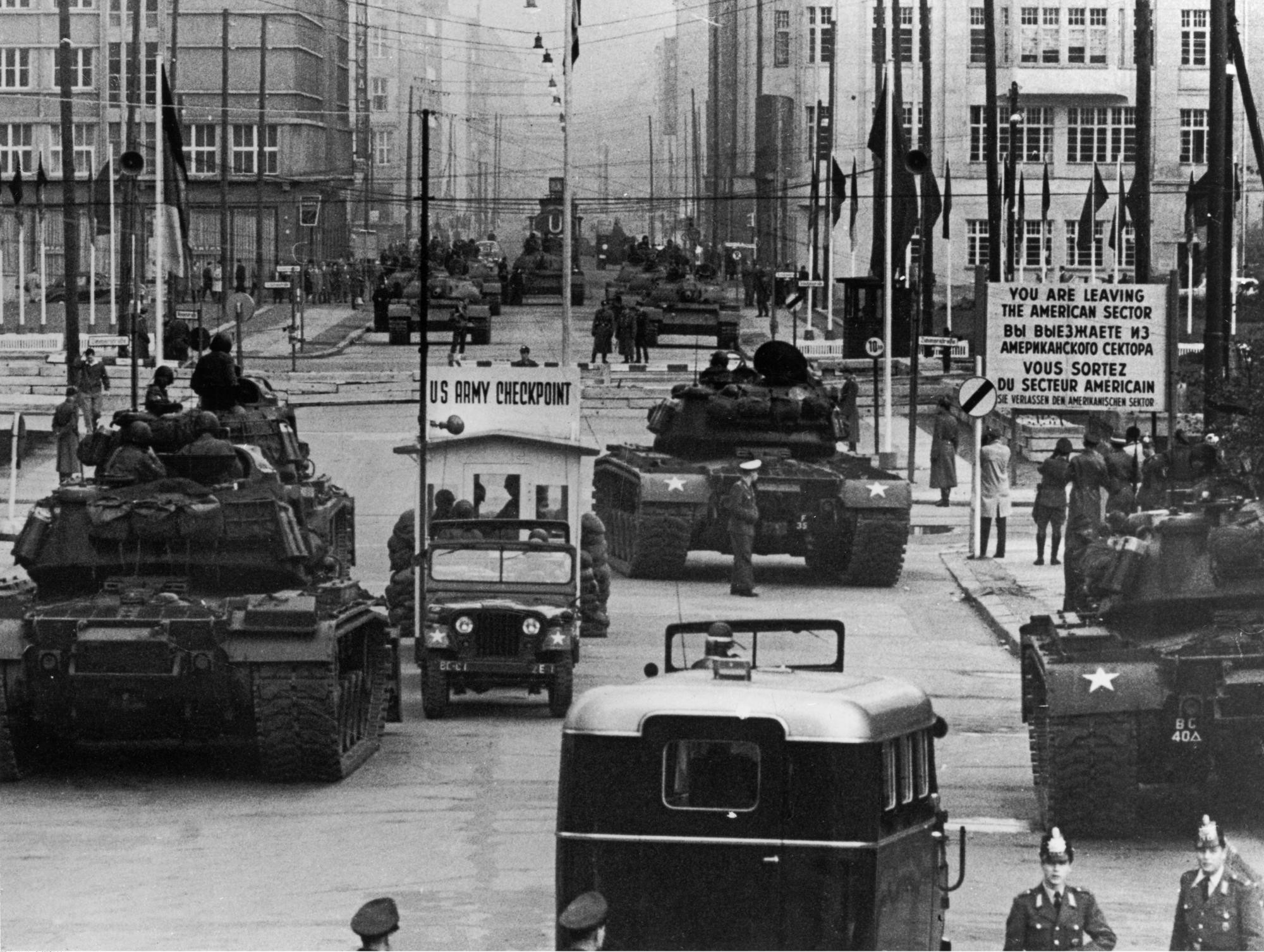
Carri armati sovietici e statunitensi si fronteggiano al Checkpoint Charlie, durante la crisi di Berlino del 1961

Le nazioni europee si separarono in due blocchi, quelle filo-occidentali facenti parte della NATO e quelle di influenza sovietica del Patto di Varsavia. La contrapposizione dei due blocchi portò a quella che venne definita guerra fredda. Tale tensione, durata circa mezzo secolo, pur non concretizzandosi mai in un conflitto militare diretto, si sviluppò nel corso degli anni, ingaggiando una competizione in vari campi, dalla tecnologia militare e civile allo sport. Gli Stati Uniti promossero la democrazia liberale e il sistema capitalistico, mentre l'Unione Sovietica perseguiva il comunismo e un'economia pianificata a livello centrale. L'Europa era per la prima volta relegata alla periferia del Primo Mondo. Un processo d'integrazione economica e politica portò allo sviluppo della Comunità europea del carbone e dell'acciaio nel 1951 e del Mercato Europeo Comune nel 1957.
La presidenza Kennedy (1961-63) portò a una politica di avvicinamento fra le due superpotenze. Continuavano, però, le politiche di contenimento del comunismo da parte degli Stati Uniti: la guerra fredda raggiunse il culmine con lo sbarco nella Baia dei porci (1961) e la crisi dei missili di Cuba, quando Nikita Chruščёv fece installare missili nucleari sull'isola di Cuba, in cui era da poco stato instaurato un regime socialista. Un crescente movimento dei diritti civili negli Stati Uniti, guidata da afro-americani, come Martin Luther King, combatterono la segregazione e la discriminazione razziale. Dopo l'assassinio di Kennedy nel 1963 vennero approvati il Civil Rights Act del 1964 e il Voting Rights Act del 1965 dal presidente Lyndon B. Johnson.

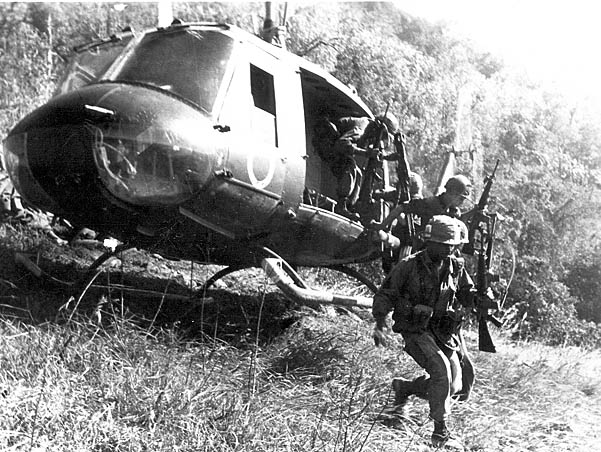
Soldati della 1ª divisione cavalleria aerea in azione durante la battaglia di Ia Drang nel contesto della guerra del Vietnam

Johnson portò il paese a una nuova guerra nel Sud-Est asiatico, la guerra del Vietnam, che fece aumentare fortemente la spesa pubblica statunitense; di fronte all'emissione di dollari e al crescente indebitamento degli USA, aumentavano le richieste di conversione delle riserve in oro. Ciò spinse nel 1971 il presidente statunitense Richard Nixon, ad annunciare la sospensione della convertibilità del dollaro in oro. Una crisi finanziaria scosse il mondo nel 1973, in congiunzione della guerra del Kippur tra Egitto e Israele. Per la prima volta dei Paesi fuori dalle sfere di influenza americana e russa fecero sentire il proprio potere in modo significativo: fu imposto l'embargo sul petrolio agli Stati Uniti. Le conseguenze della crisi energetica non tardarono a manifestarsi anche sul sistema industriale europeo, che infatti non conobbe più i tassi di crescita registrati nei decenni precedenti. Le truppe nordvietnamite presero Saigon nel 1975, respingendo definitivamente le truppe sudvietnamite e statunitensi. Fu il primo smacco sul campo dell'esercito statunitense, e fu la prima guerra a essere estensivamente seguita dai media televisivi, con effetti disastrosi sull'opinione pubblica occidentale. L'elezione congiunta di Margaret Thatcher in Gran Bretagna (1979) e Ronald Reagan (1980) negli Stati Uniti sancì il processo, da tempo in atto, di ritorno al liberismo estremo in Occidente.
Dalla metà degli anni ottanta, il leader sovietico Michail Gorbačëv, conscio delle gravi difficoltà dello Stato sovietico, iniziò un percorso di riforme, attraverso politiche di glasnost' (trasparenza) e perestrojka (ristrutturazione), che non si dimostrarono tuttavia sufficienti per impedire il collasso dell'Unione Sovietica. Nel 1989 cadde il muro di Berlino e di lì a poco, nel 1991, lo avrebbe seguito l'intera Unione Sovietica, incapace di risolvere le proprie contraddizioni interne e di vincere la sfida con il primo rivale occidentale.

### Decolonizzazione e neocolonialismo
Prima del 1815
     Dal 1815 al 1945
     Dal 1945 al 1990
     Dopo il 1990

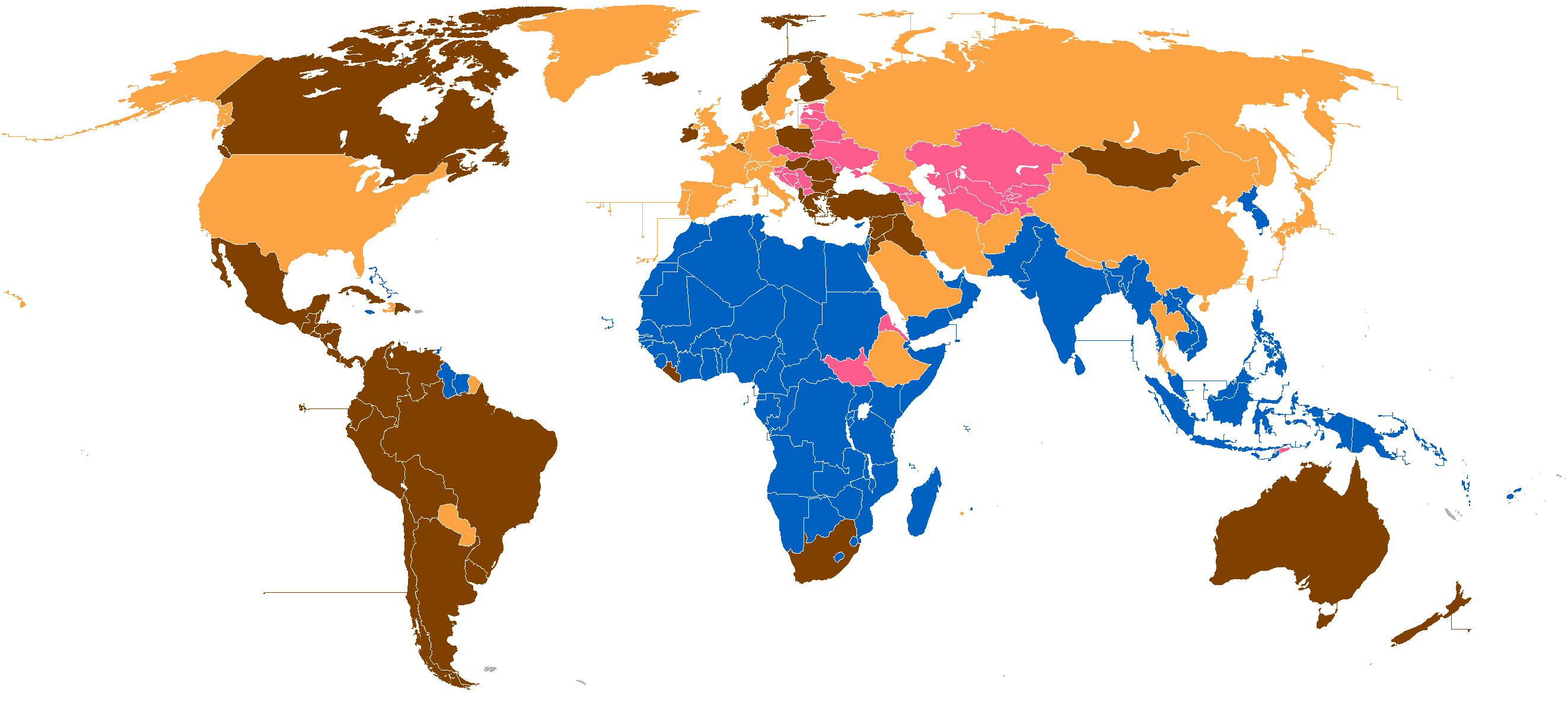
Stati per data di indipendenza:
Prima del 1815
Dal 1815 al 1945
Dal 1945 al 1990 (decolonizzazione del XX secolo)
Dopo il 1990

La decolonizzazione era iniziata già nel XVIII secolo, con l'indipendenza della maggior parte delle colonie in America. Dalla metà del XX secolo riuscirono a ottenere l'indipendenza anche molte colonie in Africa, Asia e Oceania. Si disintegrarono così i grandi Imperi coloniali. Alle grandi potenze rimasero solo pochi territori d'oltremare. I nuovi stati indipendenti erano però devastati dal colonialismo e per questo iniziarono così ad essere dipendenti economicamente dagli ex colonizzatori in un processo chiamato neocolonialismo. Quest'ultimo, insieme ai disagi causati dal colonialismo, portò questi stati ad avere una politica fragile, continui scontri e tensioni all'interno di essi e rovesciamenti di potere oltre ad analfabetismo, epidemie, carestie e povertà dilaganti.

## Fine del bipolarismo (1991–2001)

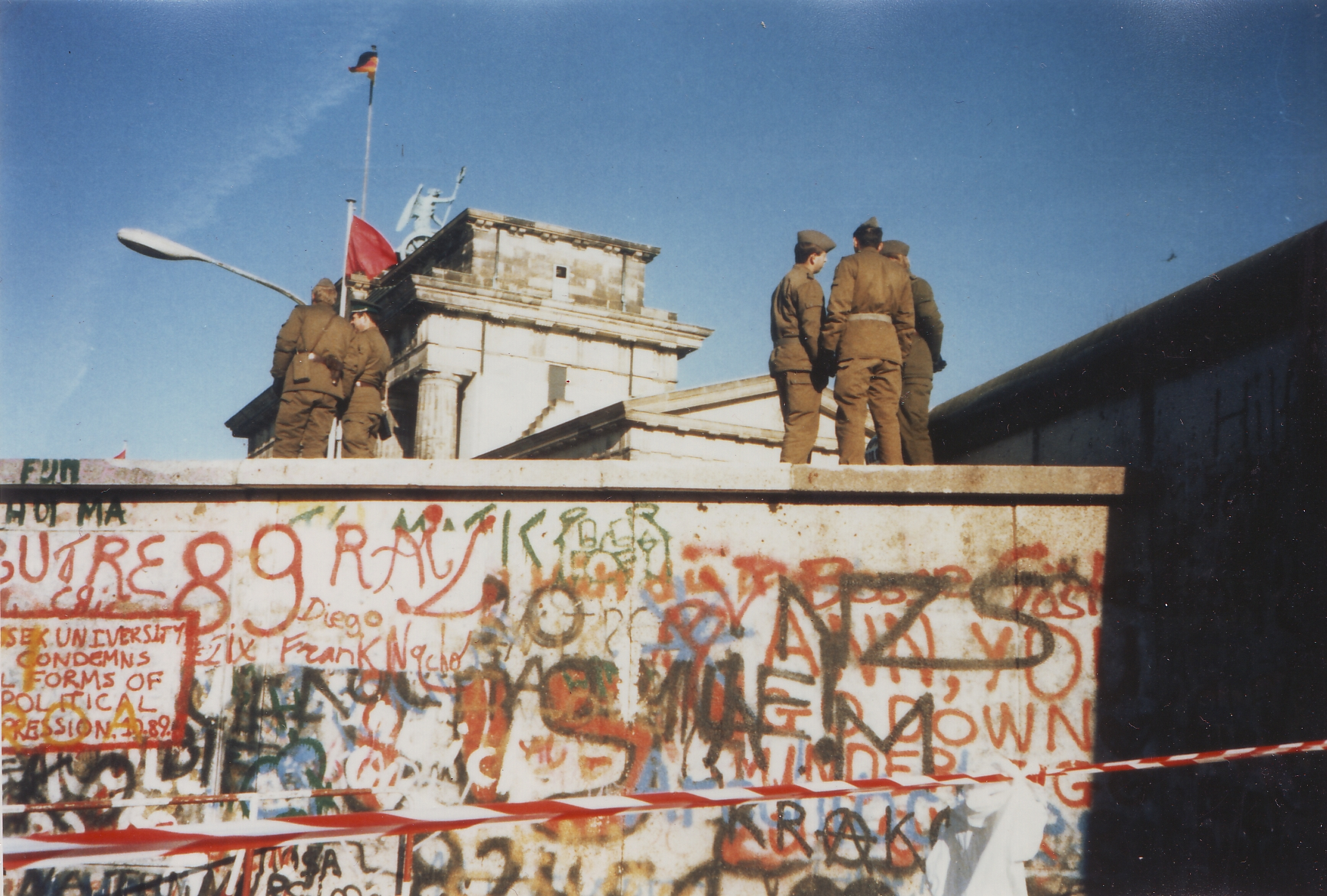
Il muro di Berlino il 16 novembre 1989

Dal 1989, dopo la caduta del muro di Berlino e la successiva dissoluzione dell'URSS alcuni storici hanno definito "unipolare" il sistema internazionale venutosi a creare, mettendo l'accento sulla presunta posizione di dominanza assunta dagli Stati Uniti (considerati come l'unica superpotenza). Altri studiosi, invece, hanno messo in rilievo la possibilità dell'emergere di un nuovo multipolarismo.
A seguito del crollo dell'URSS nel 1991 nei nuovi stati che si erano creati nacquero molti conflitti separatisti: la prima guerra del Nagorno Karabakh, la prima e la seconda guerra cecena, la guerra civile in Georgia (Ossezia del Sud, Abcasia), la guerra di Transinistria, la guerra civile in Tagikistan e la guerra russo-ucraina.
Il 7 febbraio 1992 i dodici Stati CEE firmarono il Trattato di Maastricht.
La Repubblica Federale Socialista di Jugoslavia si disintegrò tra il 1991 e il 1992, a seguito dell'indipendenza di Slovenia, Croazia, Macedonia e Bosnia ed Erzegovina. Le altre due repubbliche jugoslave, Serbia e Montenegro, formarono nel 1992 una nuova federazione denominata Repubblica Federale di Jugoslavia. Tra il 1998 e il 1999, continui scontri in Kosovo tra le forze di sicurezza serbo-jugoslave e l'Esercito di Liberazione Albanese (UÇK), riportati dai media occidentali, portarono al bombardamento della NATO sulla Serbia (Operazione Allied Force). Gli attacchi vennero fermati da un accordo, firmato dal presidente Milošević, che prevedeva il ritiro dell'esercito dal Kosovo.
La prima intifada (1987-1993) ebbe fine con gli accordi di Oslo tra Israele e l'OLP, conclusi il 20 agosto 1993 da Mahmūd Abbās e Shimon Peres e firmati a Washington D.C. il 13 settembre da Yasser Arafat, Yitzhak Rabin e Bill Clinton. Yasser Arafat, Yitzhak Rabin e Shimon Peres ricevettero il Premio Nobel per la Pace nel 1994, ma Rabin fu ucciso da un estremista ebreo nel 1995. Gli accordi istituirono l'Autorità Nazionale Palestinese. La seconda Intifada (2000) sancì il fallimento del processo avviato a Oslo.
Nel 1997 e nel 1999 avvennero due casi rilevanti per il processo di decolonizzazione: Hong Kong e Macao vengono restituiti alla Cina rispettivamente dalla Gran Bretagna e dal Portogallo.

## XXI secolo

### Gli anni della moneta unica in Europa, del terrorismo islamico e della grande recessione (2001–2020)

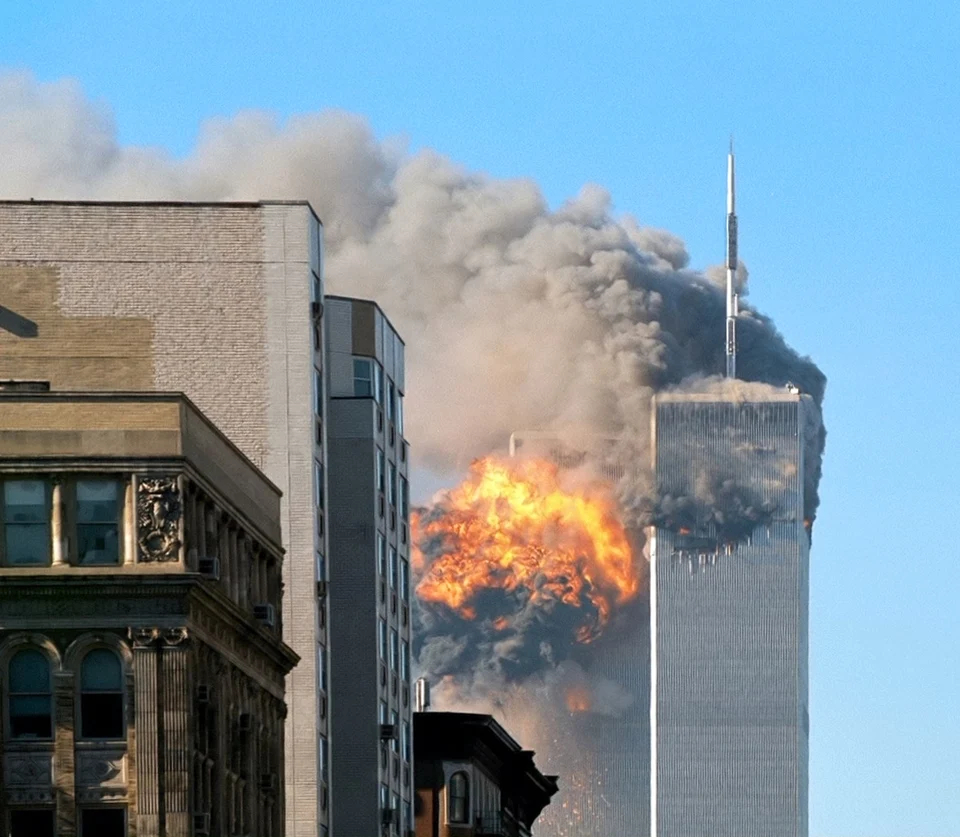
11 settembre 2001: il volo United Airlines 175 si schianta contro la Torre Sud, circa 17 minuti dopo la prima collisione, ripreso in diretta dai notiziari

L'inizio del XXI secolo si caratterizza per l'affermazione della globalizzazione con i suoi effetti economici, la rivoluzione informatica, la lotta al terrorismo (Al-Qaida, Stato Islamico, ecc.), l'ascesa dei Paesi del BRICS (con un principio di ripolarizzazione politico-economica mondiale costituito in primo piano dall'affermarsi della Cina, di cui fa parte), una nuova grande recessione e crisi dell'Unione europea.
Gli attentati dell'11 settembre 2001 costituiscono uno spartiacque storico, colpendo il World Trade Center di New York e il Pentagono (un quarto aereo si schiantò al suolo per la reazione dei passeggeri al dirottamento). In risposta a quello che è considerato il primo attacco agli Stati Uniti direttamente nel suo territorio, il presidente George W. Bush dichiarò guerra contro il terrorismo. Alla fine del 2001 le forze americane invasero l'Afghanistan, rovesciando il governo dei talebani che però continuarono le operazioni di guerriglia. Nel 2002 l'amministrazione Bush e quella Blair nel Regno Unito iniziarono a premere per il cambiamento del regime in Iraq. Pur senza un esplicito mandato delle Nazioni Unite (dovuto al veto posto dal presidente francese Chirac nel consiglio di sicurezza) si arrivò all'invasione dell'Iraq nel 2003 quindi alla cattura del presidente Saddam Hussein e alla sua uccisione. Nel 2011 gli Stati Uniti d'America, per mezzo dei Navy SEALs, riuscirono a trovare e uccidere in Pakistan Osama Bin Laden, il mandante degli attentati dell'11 settembre 2001.
Nel 2002, in Europa, entrò in vigore l'euro che diventò la moneta unica degli inizialmente dodici Paesi dell'Unione europea, San Marino, Monaco, oltre che de facto nei territori del Montenegro e del Kosovo (all'epoca entrambi parte della confederazione di Serbia e Montenegro) e in Andorra. Nel 2004 aderirono all'UE Slovenia, Malta, Cipro, Slovacchia, Estonia, Lettonia, Lituania, Polonia, Repubblica Ceca e Ungheria; nel 2007 fu il turno di Bulgaria e Romania e nel 2013 quello della Croazia.

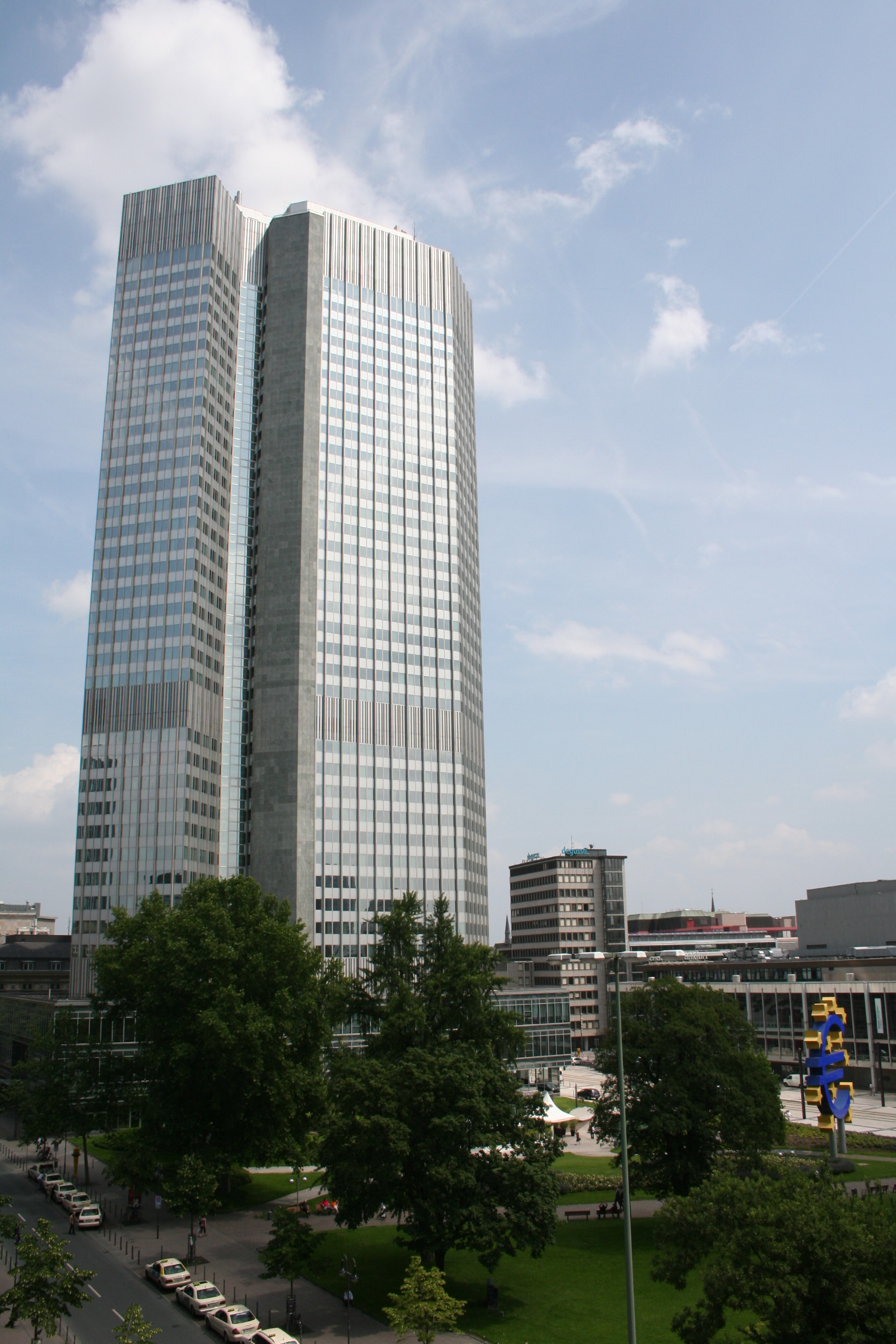
La sede della Banca centrale europea, comunemente chiamata "Euro Tower" a Francoforte

Già dal 2002 iniziano a manifestarsi le avvisaglie della crisi economica globale che scoppierà nel 2007. Dalla fine del 2010 inoltre avranno luogo numerose rivolte nel mondo arabo, sfociando anche in situazioni estremamente violente: una guerra civile scoppia in Libia, portando al rovesciamento del regime di Muhammar Gheddafi e alla sua uccisione destabilizzando ulteriormente il mondo arabo; un'altra rivolta in Siria, con l'intento di rovesciare il regime di Assad. Volto a quest'ultimo paese ed in Iraq, l'occidente si è ritrovato a fronteggiare la minaccia costituita dall'autoproclamato Stato Islamico, mentre nella politica dei vari paesi sono andati ad affermarsi esponenti identificati nelle ideologie sovraniste.
Il 20 gennaio 2009, per la prima volta nella storia statunitense, si è insediato alla Casa Bianca un presidente di origini afroamericane, Barack Obama, dopo secoli di segregazione e discriminazione della popolazione afroamericana. Nel 2017 il repubblicano Donald Trump è diventato presidente degli Stati Uniti. Il 2019 ha visto invece l'abrogazione del trattato INF sul nucleare firmato oltre trenta anni prima da Ronald Reagan e Michail Gorbačëv.
La rapida ascesa della Cina crea tensioni con gli Stati Uniti; i due stati iniziano a creare nuove alleanze (es. QUAD, Organizzazione per la cooperazione di Shangai), appoggiare schieramenti opposti nelle guerre e la Cina aumenta la sua influenza nel continente africano.

### Anni 2020: Tra la COVID-19, l'invasione russa dell'Ucraina e gli altri avvenimenti
Nel 2019 il diffondersi del virus SARS-CoV-2 ha causato una pandemia. Al 2021 la pandemia di COVID-19 contava oltre 4 milioni di morti. Nel corso del 2021 vengono iniziate distribuzioni su larga scala delle dosi vaccinali contro la COVID-19.
Negli Stati Uniti d'America alle elezioni presidenziali negli Stati Uniti d'America del 2020 vince Joe Biden che viene affiancato alla vicepresidenza da Kamala Harris, prima donna a ricoprire tale ruolo. L'insediamento avviene il 20 gennaio 2021.
La mattina del 24 febbraio 2022 Vladimir Putin, presidente della Russia, ordina l'invasione dell'Ucraina, aumentando ulteriormente la pressione sulla regione in seguito all'annessione della Crimea del 2014, non riconosciuta dalla comunità internazionale. La guerra ha provocato la maggiore crisi per l'accoglienza di rifugiati in Europa dopo la fine della seconda guerra mondiale.
La mattina del 7 ottobre 2023 il gruppo terroristico palestinese Hamas avvia un Operazione militare che si concluderà con la morte di più di 1200 persone di cui 859 civili e il rapimento di decine di civili e militari israeliani, il giorno stesso Israele dichiarerà guerra ad Hamas ed è così che inizierà la Guerra delle spade di ferro, un conflitto assai molto mortale per i civili palestinesi, che vede verificarsi molti crimini di guerra e contro l'umanità, in special modo compiuti dal governo israeliano, cosa che porterà lo Stato di Israele in processo dalla Corte internazionale di giustizia e ai mandati d'arresto internazionali emessi dalla Corte penale internazionale contro il primo ministro israeliano Benjamin Netanyahu e l'ex ministro della difesa Yoav Gallant e per gli ex leader di Hamas Yahya Sinwar e Mohammed Deif e Ismāʿīl Haniyeh. Nel gennaio del 2025 si giunge ad una tregua con la fine delle attività militare e la liberazione degli ostaggi israeliani e i prigionieri palestinesi, rotta però da Israele il 17 marzo successivo.
Negli Stati Uniti alle Elezioni presidenziali negli Stati Uniti d'America del 2024 vince già l'ex presidente americano Donald Trump contro la democratica Kamala Harris, viene affiancato da J. D. Vance il terzo vice presidente più giovane della storia americana. L'insediamento avviene il 20 gennaio 2025.